# Sophistes

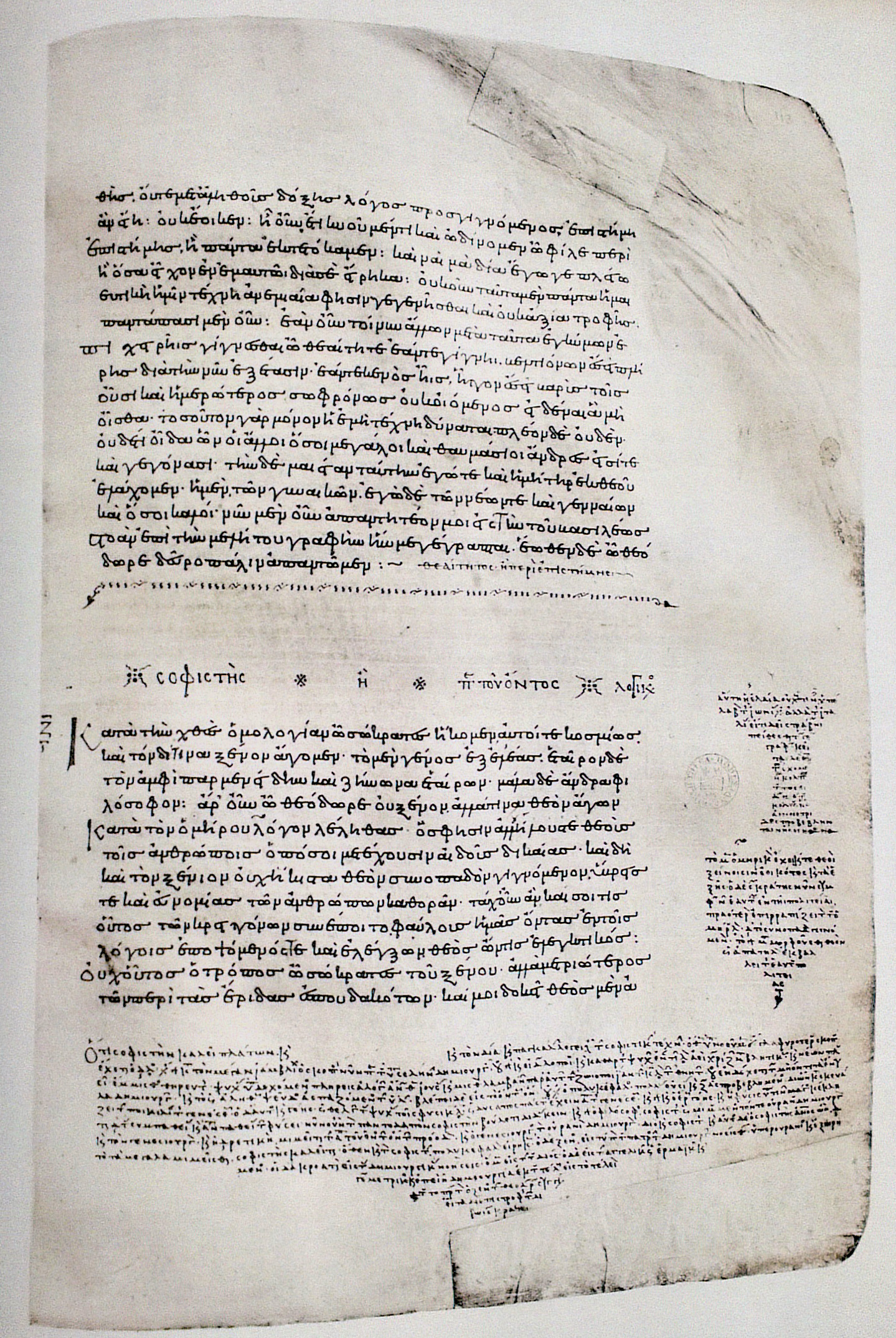
Der Anfang des Sophistes in der ältesten erhaltenen mittelalterlichen Handschrift, dem 895 geschriebenen Codex Clarkianus (Oxford, Bodleian Library, Clarke 39)

Der Sophistes (altgriechisch Σοφιστής Sophistḗs, latinisiert Sophista, deutsch auch Der Sophist) ist ein in Dialogform verfasstes Spätwerk des griechischen Philosophen Platon. Darin wird ein fiktives, literarisch gestaltetes Gespräch wiedergegeben. Die Hauptgesprächspartner sind ein nicht namentlich genannter „Fremder“ aus Elea und der junge Mathematiker Theaitetos. Nebenrollen spielen Platons Lehrer Sokrates und der Mathematiker Theodoros von Kyrene.
Die beiden Diskutanten stellen sich die Aufgabe, den Begriff „Sophist“ zu bestimmen. Der Sophist, ein Lehrer der Überzeugungskunst, soll genau charakterisiert werden, damit dieser Beruf seinem Wesen nach erfasst und von allen anderen Tätigkeiten abgegrenzt werden kann. Zunächst wird anhand eines einfacheren Beispiels, des Anglers, die Technik der Begriffsbestimmung eingeübt. Der an Sachkenntnis weit überlegene Fremde lenkt das Gespräch. Beim Definieren kommt die Methode der Dihairesis zur Anwendung: Ein allgemeiner Begriff wird so lange in Unterbegriffe unterteilt, bis die genaue Definition des untersuchten Begriffs gefunden ist. Auf diesem Weg erarbeiten die Gesprächspartner schließlich die Definition des Sophisten.
Platon verfolgte dabei eine polemische Absicht. Er war ein scharfer Kritiker der Sophistik, einer umstrittenen Bildungsbewegung, die in seiner Heimatstadt Athen großes Aufsehen erregte. Für Platon waren die Sophisten Scharlatane, die unseriös argumentierten, mit der Logik ein frivoles Spiel trieben und ein nicht vorhandenes Wissen vortäuschten. Daher ließ er den Fremden und Theaitetos zum Ergebnis kommen, dass es sich um eine bestimmte Art von Schwindlern handle.
Die Thematik des Täuschens bietet den Dialogteilnehmern Anlass zu einer Untersuchung des Verhältnisses von Sein und Nichtsein. Wenn Sein und Nichtsein schroff getrennt sind und Nichtseiendes nicht existiert, kann es keine Falschheit und keine Erklärung für Täuschungen geben. Somit muss zwischen Sein und Nichtsein eine Beziehung bestehen, die falschen Schein ermöglicht; das Nichtseiende muss real sein und zusammen mit dem Seienden gegeben sein. Die Untersuchung dieser Frage führt zu allgemeinen Folgerungen auf dem Gebiet der Ontologie, der Lehre vom Sein oder vom Seienden als solchem.
In der modernen Forschung wird der Sophistes als erste Erarbeitung einer differenzierten Ontologie in der Geschichte der abendländischen Philosophie gewürdigt. Zum ersten Mal wurde hier die Frage „Was ist das Sein?“ untersucht. Durch eine intensive Auseinandersetzung mit dem Seinsverständnis des Vorsokratikers Parmenides gelangte Platon zu Ergebnissen, die ihm eine konsistente Deutung des komplexen Geflechts von Seiendem und Nichtseiendem, Einheit und Vielheit ermöglichten. Zugleich formulierte er folgenreiche Thesen auf logischem und sprachphilosophischem Gebiet. Für die spätere Entwicklung der Kategorienlehre war seine Einführung von fünf obersten Gattungen wegweisend. Noch in der Moderne hat seine Untersuchung der Seinsfrage den philosophischen Diskurs erheblich beeinflusst.

## Umstände, Ort und Zeit
Die Gesprächssituation ist wahrscheinlich von Platon frei erfunden. Im Gegensatz zu manchen anderen platonischen Dialogen ist der Sophistes nicht als Erzählung eines Berichterstatters gestaltet. Das Geschehen ist nicht in eine Rahmenhandlung eingebettet, sondern setzt unvermittelt ein und wird durchgängig in direkter Rede wiedergegeben („dramatische Form“).
Der Sophistes ist der zweite Teil einer Trilogie, einer Gruppe von drei inhaltlich und szenisch verknüpften Dialogen, die sich innerhalb von zwei Tagen abspielen. Am ersten Tag findet ein Gespräch von Sokrates, Theaitetos und Theodoros über Erkenntnistheorie statt, das die Handlung des Dialogs Theaitetos bildet. Anwesend ist auch ein junger Philosoph namens Sokrates, den man heute „Sokrates den Jüngeren“ nennt, um ihn von dem gleichnamigen Lehrer Platons zu unterscheiden. Er hört schweigend zu. Am folgenden Tag treffen sich diese Männer sowie ein neuer Gesprächsteilnehmer, der Fremde aus Elea, zu einer weiteren Diskussion. Das ist das Gespräch, das im Sophistes dargestellt ist. Sokrates der Ältere und Theodoros halten sich zurück; sie überlassen das Feld dem Fremden, der mit Theaitetos diskutiert. Sokrates der Jüngere schweigt weiterhin. Am gleichen Tag folgt der dritte Dialog, der Politikos (Staatsmann), in dem die Vorgehensweise beim Definieren anhand des Begriffs „Staatsmann“ erprobt wird. Diesmal führt der Fremde die Untersuchung mit Sokrates dem Jüngeren durch; Theodoros und der ältere Sokrates beteiligen sich nur anfangs kurz an der Unterredung, Theaitetos greift überhaupt nicht ein.
Die drei Dialoge der Trilogie spielen sich im Frühjahr 399 v. Chr. ab, kurze Zeit bevor Sokrates zum Tode verurteilt und hingerichtet wird. Der Prozess, der mit dem Todesurteil enden wird, steht bevor. Im Theaitetos wird erwähnt, dass die Anklage gegen Sokrates bereits erhoben ist. Dieser Hintergrund war Platons zeitgenössischen Lesern vertraut.
Der Schauplatz der drei Dialoge ist die Palaistra – ein für Ringkämpfe bestimmter Übungsplatz – in einem athenischen Gymnasion. Die Gymnasien dienten damals in erster Linie der körperlichen Ertüchtigung; außerdem war eine Palaistra auch ein sozialer Treffpunkt der Jugend. Aus den Schilderungen in Platons Dialogen geht hervor, dass sich Sokrates gern an solchen Orten aufhielt. Dort bot sich ihm Gelegenheit zu fruchtbaren philosophischen Gesprächen mit jungen Männern und Jugendlichen.

## Die Teilnehmer

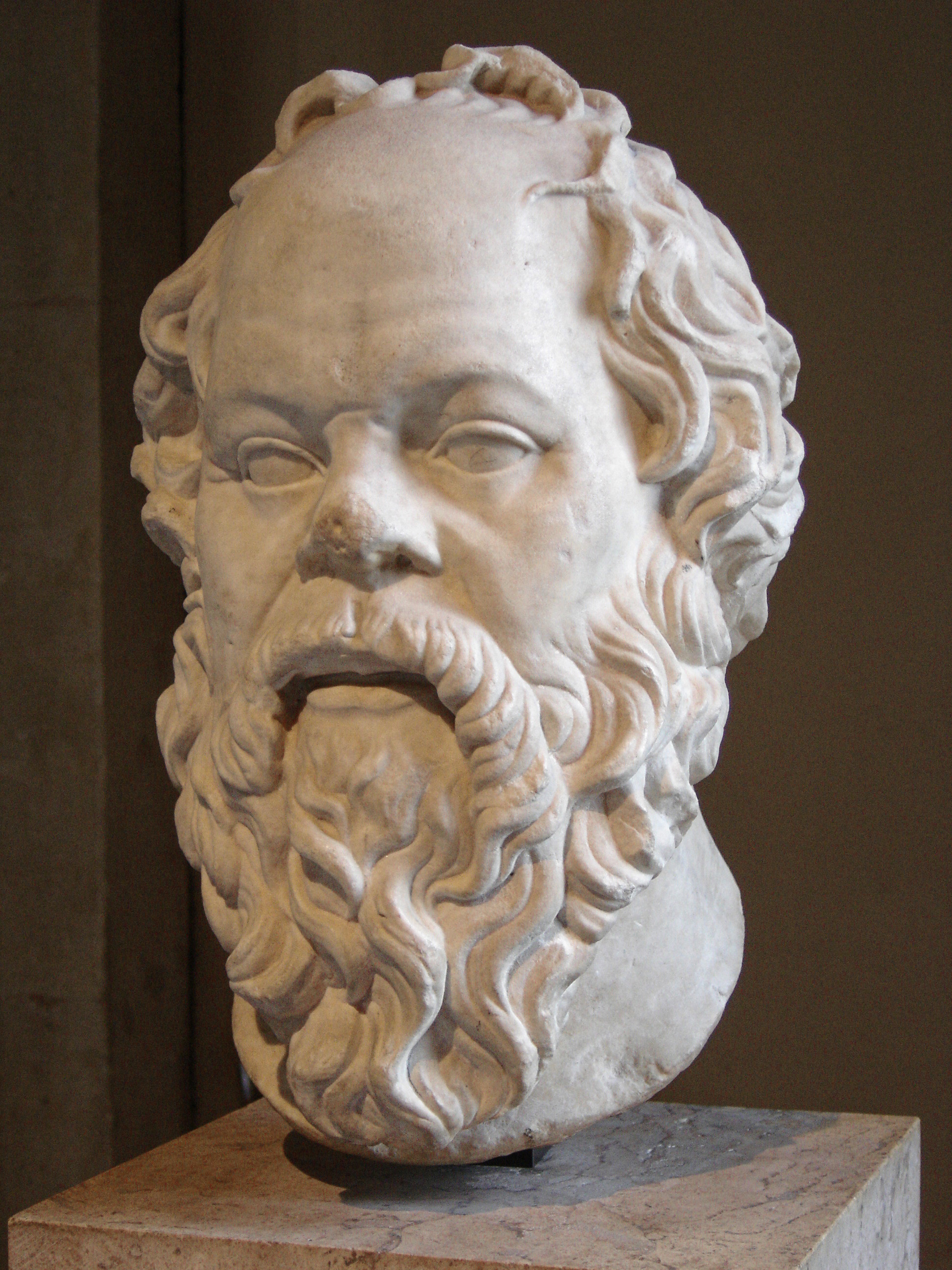
Büste des Sokrates (1. Jahrhundert, Louvre, Paris)

Der eigentliche Dialog spielt sich zwischen dem Fremden und Theaitetos ab, die beiden anderen Teilnehmer treten nur im Einleitungsgespräch auf. Der Fremde ist die Hauptfigur. Er bringt die wesentlichen Gedanken ein, während sich sein junger, unerfahrener Gesprächspartner über weite Strecken darauf beschränkt, Zustimmung zu äußern und Fragen zu stellen. Daher wirkt der Sophistes im Vergleich mit anderen platonischen Dialogen relativ „dogmatisch“. Die für Platons Sokrates-Figur charakteristische Didaktik, die Mäeutik, fällt weg. Außer den vier Personen, die das Wort ergreifen, ist noch eine Anzahl von schweigenden Zuhörern anwesend.
Der Fremde
Der Fremde, dessen Name ungenannt bleibt, wird in englischsprachiger Fachliteratur gewöhnlich ES („Eleatic Stranger“) genannt. Die Herkunftsbezeichnung deutet seinen geistigen Hintergrund an: Sein Denken ist von der „eleatischen Schule“ geprägt, die ihr Zentrum in Elea im damals griechisch besiedelten Süditalien hatte. Dort lebten Parmenides, der namhafteste unter den eleatischen Denkern, und sein Schüler Zenon von Elea. Im Sophistes führt Theodoros den Fremden als „Gefährten“ der Philosophen um Parmenides und Zenon ein. Allerdings tritt der Fremde keineswegs als konsequenter Vertreter der reinen Lehre der Eleaten auf. Vielmehr kennt und kritisiert er die Schwächen des starren eleatischen Weltbilds, von dem er sich teilweise emanzipiert hat. Darin stimmt seine Auffassung mit derjenigen Platons überein, dessen Ontologie eine Überwindung des eleatischen – oder zumindest den Eleaten zugeschriebenen – Konzepts vom Sein und Nichtsein voraussetzt. Das Bild der eleatischen Philosophie, das der Fremde zeichnet, gibt allerdings die Seinslehre des historischen Parmenides nicht getreu wieder, sondern präsentiert sie in einer Platons didaktischer Zielsetzung angepassten Version. Manche Philosophiehistoriker meinen, die in der Forschung vorherrschende Auffassung, der Fremde – und damit auch Platon – habe die Lehre des Parmenides widerlegen wollen, beruhe auf einem Missverständnis. In Wirklichkeit habe er sie nur abgewandelt und vor sophistischen Missdeutungen schützen wollen.
Ob sich hinter dem mysteriösen Fremden, dessen Namen Platon bewusst verschweigt, eine bestimmte historische Person verbirgt, ist in der Forschung umstritten, doch überwiegt die Ansicht, dass es sich um eine erfundene Gestalt handelt. Sowohl im Sophistes als auch im Politikos tritt der Eleate mit großer Autorität auf, seine Ausführungen bestimmen den Gesprächsverlauf und werden zustimmend aufgenommen. Daher ist die Annahme verbreitet, dass er Platons eigene Auffassung ausdrückt. Befürworter dieser Interpretation weisen darauf hin, dass Sokrates, der in Platons Dialogen gewöhnlich die Position des Autors vertritt, in Anwesenheit des Fremden nur zuhört und keine Einwände erhebt, also anscheinend die Überlegungen und die Vorgehensweise des Eleaten billigt. Allerdings teilen nicht alle Philosophiehistoriker dieses Verständnis. Einer anderen Deutungsrichtung zufolge hält Platon kritische Distanz zur Untersuchungsmethode des Fremden und will dem Leser deren Unzulänglichkeit vor Augen führen. In diesem Sinne ist das Schweigen des Sokrates sogar als besondere Form der Missbilligung gedeutet worden. Diese Interpretation ist in der Forschung jedoch eine Minderheitsmeinung, sie ist auf nachdrücklichen Widerspruch gestoßen. Der anonyme Fremde zeigt in seinem Auftreten erhebliche Übereinstimmungen mit Sokrates, aber es bestehen auch gewichtige Unterschiede zwischen ihnen. Giuseppe Agostino Roggerone meint, der Standpunkt des Fremden sei nicht der platonische, sondern der des jungen Aristoteles, der zu Platons Lebzeiten noch zu dessen Schülern zählte.
Theaitetos
Theaitetos ist noch ein Jugendlicher. Ebenso wie in dem nach ihm benannten Dialog fällt ihm im Sophistes die Rolle des unkundigen, aber lernwilligen Schülers zu. Sein erfahrener Gesprächspartner vermittelt ihm jeweils das benötigte Rüstzeug und macht ihn anhand anspruchsvoller Aufgaben mit der Untersuchungsmethode vertraut. Die erste Lektion erhält er im Theaitetos. Dort lernt er die Grundlagen des philosophischen Diskurses kennen und gewinnt dank der didaktisch geschickten Anleitung durch Sokrates wertvolle Erkenntnisse. Am folgenden Tag verhilft ihm der Fremde im Sophistes zu weiteren Einsichten, die sein Verständnis der Wahrheitssuche vertiefen. Im Theaitetos zeichnet Platon ein außerordentlich vorteilhaftes Bild vom Intellekt und Charakter des äußerlich unansehnlichen, aber hochbegabten und für philosophische Fragen aufgeschlossenen jungen Mathematikers. Auch im Sophistes ist Theaitetos ein geschätzter Gesprächspartner, der Respekt genießt. Er leistet mitunter konstruktive Beiträge, ist aber manchmal von den anspruchsvollen Ausführungen des Fremden überfordert. Eine von den gängigen Interpretationen abweichende Einschätzung trägt Joachim Dalfen vor. Er glaubt im Gesprächsverlauf ein gespanntes Verhältnis zwischen dem Fremden und Theaitetos erkennen zu können.
Theaitetos ist keine von Platon erfundene Gestalt, sondern eine historische Person. Die Darstellung im Theaitetos, der zufolge er als Mathematiker ein Schüler des Theodoros von Kyrene war und in jugendlichem Alter kurz vor dem Tod des Sokrates in den Kreis von dessen Gesprächspartnern eintrat, trifft wohl zu. Als glaubhaft gelten zumindest in den Grundzügen auch Platons Angaben zu seinem weiteren Schicksal. Nach der Rahmenerzählung des Theaitetos nahm er später als Erwachsener an einem Feldzug der Athener teil, wurde bei Korinth verwundet, erkrankte dort überdies schwer an einer Seuche und war daher auf der Heimreise dem Tode nahe. Strittig ist aber, wann dies geschah. Es kommen Kampfhandlungen von 391 oder von 369 v. Chr. in Betracht. Aus Platons Darstellung lässt sich erschließen, dass Theaitetos um 415 v. Chr. geboren wurde. Falls er 391 verwundet wurde und trotz seines sehr schlechten Gesundheitszustands den Heimtransport überlebte oder falls er erst 369 bei Korinth kämpfte, kann er – wie manche Forscher vermuten – der Platonischen Akademie angehört haben, die um 387 gegründet wurde.
Sokrates
Sokrates ist im Dialog ein alter Mann, er ist bereits siebzigjährig. Nur anfangs beteiligt er sich kurz an der Unterredung, dann beschränkt er sich aufs Zuhören. Allerdings stellt er zu Beginn die Frage, die den Ausgangspunkt für die gesamten folgenden Erörterungen bildet. Damit ist ihm die entscheidende Weichenstellung zu verdanken. Wie gewohnt gibt er sich bescheiden und willig zu lernen.
Theodoros
Ebenso wie Sokrates nimmt Theodoros im Sophistes nur am Einleitungsgespräch teil, danach hört er nur noch zu. Zur Zeit der Dialoghandlung steht er bereits in fortgeschrittenem Alter. Nach der Darstellung im Theaitetos betrachtet er sich nicht als Philosophen, sondern beschränkt sich bewusst auf sein Fach, die Geometrie, in das er sich nach seinen Worten „gerettet“ hat. Damit gehört er in Platons Augen nicht zur Elite der Weisheitsliebenden. Philosophischen Untersuchungen fühlt er sich nicht gewachsen, die Philosophen betrachtet er ehrfürchtig wie göttliche Menschen.
An der historischen Existenz des Mathematikers Theodoros besteht kein Zweifel und Platons Angaben zu ihm gelten großenteils als glaubhaft. Er stammte aus Kyrene, einer griechischen Stadt im heutigen Libyen. Dass er zur Generation des Sokrates gehörte, ergibt sich nicht nur aus Platons Darstellung, sondern geht auch aus der Geschichte der Geometrie des Eudemos von Rhodos hervor. Die Angaben der Quellen führen zur Datierung seiner Geburt um 475/460 v. Chr. Da er Sokrates überlebte, ist er frühestens 399 v. Chr. gestorben. Ungewiss ist allerdings, ob er jemals in Athen war. Möglicherweise ist sein dortiger Aufenthalt eine Erfindung Platons zu dem literarischen Zweck, ihn mit Sokrates zusammentreffen zu lassen.

## Inhalt
Einleitungsgespräch mit Anknüpfung an den Dialog Theaitetos
Am Ende der Diskussion über Erkenntnistheorie, die im Dialog Theaitetos wiedergegeben ist, haben die drei Gesprächspartner Sokrates, Theaitetos und Theodoros vereinbart, ihre gemeinsamen Bemühungen am folgenden Tag fortzusetzen. Nun sind sie verabredungsgemäß wieder am selben Ort zusammengekommen. Außerdem hat Theodoros einen Bekannten mitgebracht, den Fremden aus Elea, den er als versierten Philosophen aus der Schule der Eleaten vorstellt. Aus diesem Anlass wirft Sokrates die Frage auf, was man eigentlich unter einem Philosophen versteht. In der Öffentlichkeit besteht darüber Verwirrung, und die Urteile gehen weit auseinander. Manche halten die Philosophen für Politiker, manche für Sophisten, anderen kommen sie verrückt vor. Daher bittet Sokrates den Fremden um eine klare Abgrenzung des Begriffs „Philosoph“. Zum Zweck der Unterscheidung des Philosophen vom Sophisten soll zunächst geklärt werden, was ein Sophist eigentlich ist. Der Fremde findet sich bereit, dies gemeinsam mit Theaitetos zu untersuchen.
Das Verfahren der Begriffsbestimmung
| Abgelehnte Bestimmung    | Richtige Bestimmung  |
| ------------------------ | -------------------- |
| kunstlose Tätigkeit      | kunstvolle Tätigkeit |
| hervorbringende Kunst    | erwerbende Kunst     |
| einvernehmlich erwerbend | besitzergreifend     |
| kämpfend                 | nachstellend         |
| sammelnd                 | jagend               |
| Beute zu Lande           | schwimmende Beute    |
| Jagd auf Wasservögel     | Fischerei            |
| fangend                  | verwundend           |
| bei Feuerschein          | bei Tage             |
| mit Harpune              | mit Angelhaken       |
|                          | Angelfischerei       |

Angesichts der Schwierigkeit der gestellten Aufgabe schlägt der Fremde vor, das Verfahren der Begriffsbestimmung zunächst anhand eines einfachen Beispiels, des Anglers, zu erproben. Das Verfahren, die dihaíresis („Trennung“, „Einteilung“, „Unterscheidung“), besteht darin, dass ein allgemeiner Oberbegriff so lange in Unterbegriffe unterteilt wird, bis man zur gesuchten Definition gelangt.
Im Fall des Anglers handelt es sich um jemand, der einer bestimmten Tätigkeit nachgeht. Alle Tätigkeiten zerfallen in zwei Hauptgruppen: Die einen sind „Künste“, denn sie erfordern eine spezielle Sachkenntnis, für die anderen bedarf man keines besonderen Wissens. Offenkundig ist, dass das Angeln eine Technik oder Kunst ist, denn es erfordert eine gewisse Kompetenz. Damit gehört der Angler zur Hauptgruppe derjenigen, die eine Kunst ausüben. Die Künste wiederum zerfallen in zwei Klassen: die hervorbringenden, mit denen etwas produziert wird, und die erwerbenden, mit denen man etwas bereits Vorhandenes in seinen Besitz bringt, etwa durch einen Geschäftsabschluss oder durch Kampf oder Jagd. Das Angeln ist erwerbend. Das Erwerben geschieht entweder einvernehmlich – etwa durch Schenkung oder Kauf – oder durch Besitzergreifung. Die besitzergreifenden Künste, zu denen das Angeln zählt, werden entweder durch Kampf ausgeübt oder indem man das Begehrte findet oder erbeutet. Die letztgenannte Art der Besitzergreifung kann man als „nachstellend“ bezeichnen. Dabei geht es entweder um Gegenstände, die man sucht und sammelt – etwa als Taucher – oder um eine lebende Beute, die gejagt wird. Die Jagd wird nach dem Lebensraum der Beute unterteilt in Jagd auf Landtiere und Jagd auf Wassertiere, die Letztere in Wasservogeljagd und Fischerei. Die Unterteilung der Fischerei nach Methoden führt schließlich zur genauen Bestimmung des Anglers.
Einige Ansätze zur Bestimmung des Begriffs „Sophist“
Nach dem Muster des Anglers soll nun der Sophist definiert werden. Ein erster Einteilungsversuch zeigt, dass der Angler nicht nur formal, sondern auch inhaltlich ein passendes Muster für den Sophisten abgibt: Beide üben mittels Nachstellung eine durch Besitzergreifung erwerbende Kunst aus, beide sind Jäger. Sie unterscheiden sich aber dadurch, dass der Angler Fische jagt, der Sophist zahme Landlebewesen. Die Beute des Sophisten sind Menschen: seine zahlungskräftigen Kunden. Diese Beute erjagt er nicht gewaltsam wie etwa durch Krieg, Versklavung oder Tyrannis, sondern durch Überredung. Damit zählt er zur Gattung der Überredungskünstler. Von diesen gibt es zwei Klassen: Die einen wenden sich an die Öffentlichkeit, die anderen, darunter die Sophisten, suchen sich einzelne Opfer. Die zweite Klasse lässt sich wiederum unterteilen in die geschenkbringende Art (die erotisch Begehrenden) und die lohnfordernde Art. Der Sophist verlangt ein Honorar. Von den anderen Vertretern des lohnfordernden Typus unterscheidet er sich dadurch, dass er nicht schmeichelt und Lust verheißt, sondern behauptet, wertvolle Fähigkeiten vermitteln zu können.
Ein anderer Ansatz geht von dem Umstand aus, dass der Sophist seine Kenntnisse verkauft, also ein Geschäftsmann ist. Im Unterschied zu anderen Geschäftsleuten verkauft er nicht materielle, sondern seelische Güter. Die nähere Bestimmung seines Geschäftszweiges soll die Definition des Sophisten ergeben.
Eine weitere dihairetische Einteilungsmöglichkeit ergibt sich aus der Art der Befähigung, die der Sophist seinen Schülern zu vermitteln verspricht. Er lehrt sie, kunstgerecht mit Worten zu streiten, und zwar nicht in langen Reden, sondern in relativ knappem Wortwechsel. Die spezifische Besonderheit seiner Streitkunst besteht darin, dass sie nicht auf ein bloßes Vergnügen am Reden und Debattieren abzielt, sondern auf die materiellen Vorteile, die man durch geschicktes Auftreten erlangen kann.
Schließlich weist der Fremde noch auf eine weitere Einteilung der Künste hin, die hier in Betracht kommt. Eine Hauptgattung ist aussondernd, sie besteht im Trennen. Wenn dabei das Bessere vom Schlechten getrennt werden soll wie etwa beim Aussieben, spricht man von Reinigung. Reinigende Künste betreffen entweder Materielles einschließlich des menschlichen Körpers oder die Seele, in der unerwünschte Eigenschaften weggeräumt werden sollen. Das Schlechte in der Seele, das beseitigt werden soll, ist entweder eine „Krankheit“ oder eine „Hässlichkeit“. Unter seelischer Krankheit versteht der Fremde den Aufruhr, der entsteht, wenn die Vernunft mit den Begierden und dem Streben nach Vermeidung von Unlust im Streit liegt. Wer in einem solchen inneren Zwiespalt lebt, bei dem zeigen sich Laster wie Feigheit, Zügellosigkeit und Ungerechtigkeit. Die seelische Hässlichkeit besteht in der „Ungemessenheit“, dem Fehlen des rechten Maßes. Dieser Mangel führt dazu, dass man auf unangemessene Weise vorgeht und so das Ziel verfehlt. Hier liegt Unwissenheit vor. Die Künste, die Unwissenheit beseitigen sollen, kann man als „belehrend“ bezeichnen. Wenn die Belehrung den Zweck hat, den Belehrten von Illusionen über sich selbst zu befreien, handelt es sich um Erziehung. Erziehung besteht entweder in bloßer Ermahnung oder sie führt den Belehrten zu wirklicher Einsicht und Selbsterkenntnis. Letzteres scheint die Aufgabe des Sophisten zu sein. Doch warnt der Fremde vor einer voreiligen Begriffsbestimmung und betont, dass man sich hier leicht täuschen könne.
Die Frage nach dem richtigen Ansatz
Die Möglichkeit, von verschiedenen Ansätzen her zu unterschiedlichen Begriffsbestimmungen zu gelangen, verwirrt Theaitetos. Die sophistische Kunst erscheint als vielgestaltig, sie scheint sich dem Zugriff zu entziehen. Man kann sie von verschiedenen Seiten betrachten, doch was noch fehlt, ist die richtige Definition. Der Fremde weist darauf hin, dass diese Unklarheit ein Zeichen dafür ist, dass die Aufgabe noch nicht richtig gelöst ist. Erst wenn das wirklich Kennzeichnende entdeckt ist, steht dem Wahrheitssucher die einzig richtige Antwort vor Augen. Ein besonders charakteristisches Merkmal des Sophisten ist jedenfalls, dass er ein Streitkünstler und Lehrer der Streitkunst ist. Hier stellt sich die Frage, was denn die Inhalte sind, über die er kompetent zu streiten weiß.
Die Untersuchung der sophistischen Streitkunst
Der Fremde macht darauf aufmerksam, dass die sophistische Kunst nach Belieben auf alles anwendbar ist, auf die verborgenen göttlichen Angelegenheiten ebenso wie auf die Gesamtheit dessen, was es am Himmel, auf der Erde und insbesondere in den menschlichen Verhältnissen gibt. Ein sophistisch Ausgebildeter scheut sich nicht, auf jedem Fachgebiet den Fachleuten zu widersprechen. Das bedeutet, dass die Sophisten universale Kompetenz beanspruchen. In Wirklichkeit können sie aber diesen Anspruch nicht einlösen, denn es ist offenkundig, dass kein Mensch alles wissen kann. Daraus folgt, dass sie sich ein Wissen anmaßen, über das sie nicht verfügen. Es muss ein Scheinwissen sein. Somit ist der Sophist ein Gaukler, ein Zauberer. Nur indem er nachahmt, erweckt er den Eindruck von Kompetenz. Die nachahmenden Künste teilt der Fremde in zwei Klassen auf: die „abbildenden“, mit denen eine möglichst getreue Nachbildung eines Urbilds erzeugt wird, und die „trügerischen“, deren Produkte nur Ähnlichkeit mit dem Urbild vortäuschen. Die Frage, zu welcher dieser beiden Arten von Nachahmung die Sophistik gehört, muss vorerst offenbleiben, solange nicht geklärt ist, was es mit dem Schein und dem Falschen auf sich hat.
Die Problematik von Sein und Nichtsein, Schein und Falschheit
Dem Fremden ist in der eleatischen Philosophenschule von Jugend an die Lehre des Parmenides vom Seienden und vom Nichtseienden beigebracht und eingeschärft worden. Dieser Lehre zufolge gibt es nur das Seiende; das Nichtseiende kann in keiner Hinsicht existieren, nicht einmal als gedankliches Konzept, da es sonst in dieser Hinsicht seiend wäre. Alles, was ein „Etwas“ oder ein „Eines“ ist, also eine Entität, etwas Bestimmtes, Aussagbares, muss zum Seienden gehören. Dem Seienden kann keinerlei Nichtsein beigelegt werden, dem Nichtseienden keinerlei Sein. Daher ist das so aufgefasste Nichtseiende nicht aussprechbar, ja nicht einmal ohne Widerspruch denkbar. Es ist unbeschreiblich und unerklärlich. Wenn die Wirklichkeit so beschaffen ist, dann sind Sein und Wahrheit in allem Seienden gleichermaßen gegeben. Demnach kann es nichts Falsches und keine Täuschung geben, keine trügerischen Nachahmungen, denn alles zählt entweder zum Seienden und ist daher absolut wahr, oder es existiert als Nichtseiendes auf keine Weise. Wenn alles aufgrund seiner bloßen Existenz wahr ist, ist jede Falschheit in Vorstellungen und Reden ausgeschlossen.
Trotz seines Respekts vor der Autorität seines geistigen „Vaters“ Parmenides hat der Fremde einsehen müssen, dass die eleatische Lehre von der Unvereinbarkeit von Sein und Nichtsein unhaltbar ist. Damit scheint er gewissermaßen einen „Vatermord“ an Parmenides zu begehen. Die eleatische Seinslehre scheitert sowohl an den Forderungen der Logik, da sie das Nichtseiende nicht widerspruchsfrei denken kann, als auch an der offenkundigen Tatsache, dass es Falschheit, Irrtum und Täuschung geben muss, beispielsweise im Anspruch der Sophisten auf universale Kompetenz. Eine Lösung ist nur möglich, wenn man einräumt, dass das Nichtseiende in gewisser Hinsicht ist und das Seiende irgendwie nicht ist. Falschheit ist nur als Verbindung von Seiendem mit Nichtseiendem erklärbar.
Ein weiteres im Rahmen des Eleatismus unlösbares Problem ergibt sich aus der Frage nach Einheit oder Vielheit des Seienden. Hier führen die Modelle der vorsokratischen Denker zu widersprüchlichen Folgerungen. Die „klassischen“ Eleaten sind Monisten, sie lehren, alles Seiende sei Eines. Um den Schwierigkeiten zu entgehen, die aus der eleatischen Bestreitung der Pluralität resultieren, nehmen später entstandene Richtungen – gemeint sind die Konzepte von Heraklit und Empedokles – ein Zusammenwirken und Wechselspiel von Einheit und Vielheit an. Damit wird aber die Vorstellung des Werdens eingeführt, die mit der strikten eleatischen Trennung von Seiendem und Nichtseiendem unvereinbar ist. Die Abwandlungen der alten Einheitslehre beschreiben die gesamte Wirklichkeit durch einen polaren Gegensatz von zwei konträren Prinzipien wie „warm“ und „kalt“, wobei sie zugleich dieses Gegensatzpaar als Einheit auffassen. Diese Konzepte erweisen sich aber bei näherer Betrachtung als ebenso untauglich wie der eleatische Monismus. Ihre Vertreter müssen sich fragen lassen, ob bei einem solchen Gegensatzpaar jedem der beiden Prinzipien das Sein zukommt. Wenn nur eines der beiden Prinzipien seiend ist und das andere nicht, bedeutet dies Aufhebung der Zweiheit und Rückkehr zum extremen Monismus. Wenn beide seiend sind, muss man das Sein als etwas auffassen, das als zusätzliche Gegebenheit neben dem Gegensatzpaar besteht. Dann gibt es das Sein als dritte Entität. Diese kann aber in ein polares System der hier besprochenen und kritisierten Art nicht integriert werden. Wenn man versucht, das Sein in ein solches System einzufügen, dann ergibt sich, dass die beiden konträren Prinzipien untereinander und mit dem Sein identisch sein müssen. Dann wären sie aber kein Gegensatzpaar, sondern es würde nur ein monistisches Eines existieren, was wiederum Rückkehr zum eleatischen Monismus bedeuten würde. Aber auch ein streng monistisches Seinskonzept, die eleatische Lehre von der absoluten Einheit des Seins, führt in eine Sackgasse. Wenn das Seiende – das ganze All – eine Einheit bildet, kann diese als seiend und als Eines beschrieben werden. Begriffe wie „seiend“, „Eines“ und „Ganzes“ setzen aber bereits eine Mehrzahl von Aspekten dessen, worauf sie sich beziehen, und damit Vielheit voraus. Das gilt für alle Begriffe und Namen. Somit sind alle Aussagen über eine absolute Einheit widersprüchlich. Folglich sind nicht nur über das Nichtseiende, sondern auch über das eleatische Seiende keine widerspruchsfreien Aussagen möglich. Dies sind nur einige der unzähligen unüberwindlichen Schwierigkeiten, denen das eleatische Modell der Trennung von Seiendem und Nichtseiendem ausgesetzt ist.
Zwei gegensätzliche Konzepte vom Seienden
Bei dem nunmehr erreichten Erkenntnisstand stellt sich erneut die Frage, was das Seiende ist. Diesbezüglich sind die Denker in zwei Lager gespalten, zwischen denen sich eine „Gigantenschlacht“ abspielt. Die einen halten nur Materielles für seiend und meinen, alles Ungreifbare existiere nicht wirklich. Die anderen meinen, die veränderlichen materiellen Objekte seien nicht als seiend anzusehen, vielmehr könne man ihnen nur ein Werden zusprechen. Das wahre Sein komme ausschließlich immateriellen Entitäten – den „Ideen“ – zu. Hier nimmt der Fremde auf die platonische Ideenlehre Bezug. Diese Lehre bezeichnet als „Ideen“ die intelligiblen (rein geistigen) Urbilder der einzelnen vergänglichen Sinnesobjekte. Nach der Ideenlehre sind die Ideen eigenständige, dem Bereich der sinnlich wahrnehmbaren Objekte ontologisch übergeordnete Entitäten. Sie sind nicht bloße Vorstellungen im menschlichen Geist, sondern eine objektive metaphysische Realität. Die Ideen, nicht die Objekte der Sinneserfahrung, stellen die eigentliche Wirklichkeit dar. Sie sind vollkommen und unveränderlich. Als Urbilder – maßgebliche Muster – der Sinnesobjekte sind sie die Voraussetzung von deren Existenz.
Einen Dialog mit konsequenten Materialisten hält der Fremde für sinnlos, da sie seinen Überlegungen ganz unzugänglich seien. Gemäßigte Materialisten, die der Seele oder einer Tugend wie Gerechtigkeit Existenz zubilligen, können jedoch zur Einsicht gebracht werden, dass das materialistische Verständnis des Seins unzureichend ist. Somit wird ein Seinsprinzip benötigt, das immaterielles Sein einschließt. Als solches Prinzip kommt die dýnamis („Kraft“, „Fähigkeit“, „Vermögen“) in Betracht. Dann ist alles seiend, das die Fähigkeit aufweist, auf etwas anderes einzuwirken oder selbst eine Einwirkung – sei sie auch winzig – zu erfahren.
Aussichtsreicher als Kritik am Materialismus ist für den Fremden die Auseinandersetzung mit den Vertretern des anderen Lagers, die er „Ideenfreunde“ nennt. Die Ideenfreunde identifizieren die Ideenwelt mit dem Seienden, den materiellen Bereich mit dem Werdenden. Diese beiden Sphären trennen sie strikt. Die Ideenwelt halten sie für absolut unveränderlich. Daher schließen sie aus, dass die Ideen irgendeiner Einwirkung unterliegen. Dagegen wendet der Fremde ein, dass dann eine Erkenntnis des Seienden unmöglich sei. Das Erkanntwerden sei nämlich eine Einwirkung, denn das Erkennen sei eine Tätigkeit, die als solche ein Subjekt und ein Objekt haben müsse. Außerdem müsse man dem „wahrhaft Seienden“ (pantelṓs on) Leben, Beseeltheit und Denken absprechen, wenn man es im Sinne der Ideenfreunde als absolut statisch auffasse. Eine leblose, seelenlose, gedankenlose Ideenwelt, ein Seiendes ohne Vernunft sei aber widersinnig. Leben könne nicht statisch sein. Nach diesen Ausführungen zieht der Fremde Bilanz: Die einseitigen Positionen sind abzulehnen. Das Sein kann weder auf Statisches noch auf Bewegtes beschränkt sein, vielmehr hat der Philosoph beides als seiend zu betrachten.
Anschließend kehrt der Fremde zu einer schon früher erörterten Problematik zurück. Die Frage, wie das Sein von Gegensatzpaaren widerspruchsfrei zu erklären ist, ist noch offen. Wenn man zwei konträre Prinzipien wie Ruhe und Bewegung sowie dieses Gegensatzpaar als solches gleichermaßen für seiend hält, muss man das Sein als etwas Zusätzliches betrachten, das von den Prinzipien verschieden ist und beide sowie das Paar als solches umfasst. Ein solches Sein, das sowohl der Ruhe als auch der Bewegung zukommt, kann selbst weder ruhend noch bewegt sein. Damit ergibt sich ein Paradox, wenn man hinsichtlich Ruhe und Bewegung nur ein Entweder-oder zulässt. Hier zeigt sich die Verfehltheit der vom Fremden kritisierten Denkweise, die auch bei der Untersuchung des Verhältnisses von Seiendem und Nichtseiendem zu unannehmbaren Konsequenzen geführt hat. Die Frage, was unter dem Seienden und dem Nichtseienden zu verstehen ist, muss neu überdacht werden.
Die Beziehungen zwischen den Begriffen
Die Untersuchung und Kritik der verschiedenen Modelle hat in eine scheinbare Ausweglosigkeit (Aporie) geführt. Ein Mangel der bisherigen Erörterungen besteht darin, dass nur nach dem ontologischen Status einzelner Entitäten gefragt worden ist. Dabei wurde von der ungeprüften Annahme ausgegangen, dass die Entitäten beziehungslos nebeneinander stehen und jede hinsichtlich des Seins separat zu betrachten ist. Solches Denken ist verbreitet. Es führt zur Konsequenz, dass man nicht sagen kann, ein Mensch sei gut, sondern nur, dass der Mensch Mensch sei und das Gute gut („semantischer Atomismus“). Außerdem wurde vorausgesetzt, dass konträre Qualitäten nicht zugleich demselben Objekt zukommen können, dass also alles entweder Eines oder eine Vielheit sein muss usw. Vertreter dieser Denkweise sind nicht nur junge Debattierer, sondern auch ältere Leute, die solche Gedankenspiele für besonders gescheit halten (in der Terminologie der modernen Fachliteratur die „Spätlerner“). Nun ist zu prüfen, ob diese Betrachtungsweise überhaupt angemessen ist, denn es ist auch denkbar, dass zwischen den Entitäten ontologisch relevante Zusammenhänge bestehen. Für Letzteres stehen zwei Möglichkeiten zur Wahl: Entweder ist alles mit allem vermischt, oder zwischen manchen Entitäten ist Gemeinschaft möglich und zwischen anderen nicht.
Eine ontologische Position, die jede Gemeinschaft und Vermischung konsequent verneint, ist widerlegbar, denn sie muss auch zur Bestreitung der Gemeinsamkeit führen, die in der Eigenschaft „seiend“ besteht. Absolut getrennte Entitäten können nicht gemeinsam am Sein teilhaben. Dann kann es überhaupt nichts Seiendes geben und auch keine sinnvollen sprachlichen Verknüpfungen. Das verunmöglicht jeden Diskurs, auch den der Vertreter dieser Position. Ausgeschlossen ist aber auch, dass sich alles untereinander vermischt, denn dann fielen einander entgegengesetzte Begriffe wie Ruhe und Bewegung zusammen. Daraus folgt, dass die Begriffe teils verbunden, teils getrennt sein müssen. Manche Begriffe haben miteinander Gemeinschaft, andere nicht, manche weisen wenig, andere viel Gemeinsamkeit auf, und es gibt auch Begriffe, die mit allem verbunden sind. Diese Verhältnisse sind Gegenstand einer eigenen Wissenschaft, der Dialektik. Mit ihr befassen sich die Philosophen.
Die fünf größten Gattungen
Zu einer befriedigenden Klärung der Frage nach dem Seienden und dem Nichtseienden ist es nicht nötig, die Gesamtheit der Begriffe zu untersuchen. Es genügt, fünf zentrale Begriffe, die „größten Gattungen“ (mégista génē), und ihre Beziehungen ins Auge zu fassen. Zu den größten – das heißt umfassendsten – Gattungen zählt der Fremde das Seiende (to on) oder das Sein, die Bewegung (kínēsis), die Ruhe (stásis), das Selbe (tautón) oder die Selbigkeit und das Verschiedene (tháteron) oder die Verschiedenheit (Andersheit). Er erläutert die Beziehungen, die zwischen ihnen bestehen.
Der Lösung des Problems von Sein und Nichtsein
Die Erkenntnis, dass zwischen den Begriffen oder platonischen Ideen ein Geflecht von Beziehungen unterschiedlicher Art besteht, ermöglicht differenzierende Aussagen über das Sein und das Nichtsein. Damit öffnet diese Einsicht den Weg zur Beseitigung der Widersprüche und zu einer konsistenten Ontologie. Beispielsweise sind die Gattungen „Bewegung“ und „Selbigkeit“ nicht identisch; unter diesem Gesichtspunkt hat die Bewegung nicht an der Selbigkeit Anteil, sondern an deren Gegenteil, der Verschiedenheit. Insoweit aber die Bewegung mit sich selbst identisch ist, kommt ihr Selbigkeit zu. Also weist sie sowohl Selbigkeit als auch Verschiedenheit auf, obwohl das konträre Gegensätze sind. Ebenso ist die Bewegung nicht mit dem Sein identisch, und insoweit sie sich von ihm unterscheidet, hat sie am Gegenteil – dem Nichtsein – teil. Andererseits existiert sie, also muss sie auch am Sein teilhaben. Somit ist sie zugleich seiend und nichtseiend. Das gilt für alle Begriffe außer dem Sein und dem Nichtsein: Nichtseiend sind sie nicht durch ihre eigene Natur, sondern infolge ihrer Verschiedenheit vom Sein, das heißt aufgrund ihrer Teilhabe an der Natur der Verschiedenheit; seiend sind sie aufgrund ihrer Teilhabe am Sein, auf der ihre Existenz beruht. Die Natur der Verschiedenheit bewirkt, dass alles, was nicht das Sein ist, vom Sein verschieden und somit in gewisser Hinsicht nichtseiend ist. Aus diesen Überlegungen ergibt sich die nur scheinbar widersinnige Folgerung, dass auch das Nichtseiende ist. Es ist insofern seiend, als das Nichtsein wegen der in allem Seienden vorhandenen Verschiedenheit in allem als Gegebenheit existiert. Sogar im Sein ist das Nichtsein vorhanden, denn da das Sein nicht mit allem identisch ist, kann gesagt werden, dass das Sein alles, von dem es verschieden ist, nicht ist und insofern ein Nichtsein aufweist.
Das Nichtseiende ist dem Seienden nicht konträr entgegengesetzt, sondern nur etwas von ihm Verschiedenes. Generell drückt ein vorangestelltes „Nicht“ nur Verschiedenheit aus, nicht Unvereinbarkeit. Das Nichtschöne und das Nichtgroße sind ebenso seiend wie das Schöne und das Große. Sogar über das Nichtseiende lässt sich dies sagen: Es hat seine eigene Natur und ist als Begriff ebenso seiend wie das Seiende und alle anderen Begriffe.
Mit dieser Behauptung ist – wie der Fremde feststellt – die Trennung von der Lehre des Parmenides noch vertieft, der Bruch mit ihm noch konsequenter vollzogen. Es hat sich gezeigt, dass das Nichtseiende ist. Das ist aber nicht so zu verstehen, dass das Nichtseiende das Gegenteil des Seienden und paradoxerweise zugleich seiend ist. Vielmehr ist es eine Gattung wie jede andere und über alles Seiende verteilt.
Falschheit im Denken und Reden
Bevor die Ausgangsfrage nach dem Sophisten beantwortet werden kann, muss noch geklärt werden, worin die Falschheit von Vorstellungen und Aussagen besteht. Dies ist notwendig, denn Sophisten bestreiten die Existenz des Irrtums und damit die Möglichkeit falscher Aussagen. Auch wenn sie das Vorhandensein des Nichtseins im Seienden nicht generell in Abrede stellen, können sie auf der Meinung beharren, das Vorstellen und Reden sei vom Nichtsein getrennt und daher eine Täuschung unmöglich.
Den Ausweg zeigt auch hier die Verbundenheit der Begriffe und die allgemeine Einsicht, dass auch das Nichtseiende eine Gattung der seienden Entitäten ist. Auch im Bereich des Denkens und Redens liegt eine Mischung von Seiendem und Nichtseiendem vor, die sich im Einzelfall unterschiedlich gestaltet. Gäbe es in diesem Bereich kein mit dem Seienden vermischtes Nichtseiendes, so wären alle Aussagen gleichermaßen absolut wahr, Irrtum wäre prinzipiell unmöglich. Falsche Aussagen beruhen darauf, dass sich etwas Nichtseiendes mit dem Reden verbindet. Dasselbe gilt analog für den Bereich der Gedanken, denn das Denken ist ein stummes Selbstgespräch der Seele. Als Beispiel wählt der Fremde die Mischung von Seiendem und Nichtseiendem in der falschen Aussage „Theaitetos, mit dem ich jetzt rede, fliegt“. In diesem Satz ist etwas Seiendes, denn er handelt von einer bestimmten seienden Person und von einer Tätigkeit, die als solche etwas ist. Zugleich ist aber in dem Satz auch etwas Nichtseiendes, da er etwas hinsichtlich dieser Person vom Seienden Verschiedenes aussagt. Der Fremde gelangt zum Ergebnis, dass eine Vorstellung oder Rede dann falsch ist, wenn sie hinsichtlich des Objekts, von dem sie handelt, Verschiedenes als Selbes und Nichtseiendes als seiend darstellt.
Die richtige Bestimmung des Begriffs „Sophist“
| Abgelehnte Bestimmung            | Richtige Bestimmung           |
| -------------------------------- | ----------------------------- |
| kunstlos                         | kunstvoll                     |
| erwerbend                        | hervorbringend                |
| göttlich                         | menschlich                    |
| Gegenstände herstellend          | Abbilder herstellend          |
| getreu abbildend                 | trügerisch                    |
| durch Werkzeuge                  | durch sich selbst             |
| kundig nachahmend                | unkundig nachahmend           |
| einfältig                        | sich verstellend              |
| öffentlich als Redner auftretend | in kleinem Kreis diskutierend |
|                                  | Sophist                       |

Jetzt können die beiden Gesprächspartner zu der Stelle ihres Dialogs zurückkehren, an der sie zwischen der getreu abbildenden und der trügerischen Nachahmung unterschieden haben, aber die Frage, zu welcher dieser Arten von Nachahmung die Sophistik zählt, offen gelassen haben. Nachdem sich gezeigt hat, dass es Falschheit gibt, also ein Unterschied zwischen wahren und falschen Aussagen objektiv besteht, ist es nun möglich, den Sophisten unter die Ausübenden von täuschenden Künsten einzuordnen. Anders als beim ersten Bestimmungsversuch, als die Sophistik wegen ihres kommerziellen Aspekts zu den „erwerbenden“ Künsten gezählt wurde, erscheint sie jetzt in der Gattung der „hervorbringenden“, da der Sophist als Nachahmer Abbilder des Nachgeahmten erzeugt. Die hervorbringende Gattung zerfällt in einen göttlichen und einen menschlichen Teil. Die menschlichen Künste produzieren teils Objekte wie etwa Häuser, teils Nachbildungen von Objekten wie etwa Zeichnungen von Häusern. Von den nachbildenden Künsten bringen die einen Ebenbilder hervor, die anderen nur Trugbilder. Die einen Erzeuger von Trug gebrauchen Werkzeuge, die anderen täuschen mit sich selbst, etwa indem sie mit ihrem Körper oder ihrer Stimme jemand nachahmen. Von den Letzteren kennen die einen das, was sie nachahmen, die anderen haben nur eine unzulängliche Vorstellung davon, erwecken aber den Eindruck es zu kennen. Bei der zweiten Gattung sind zwei Typen zu unterscheiden: der Typus des Einfältigen, der sich zu Unrecht für kompetent hält, und der des Unaufrichtigen, der sich verstellt. Von den Unaufrichtigen gibt es zwei Arten: Die einen treten öffentlich als Redner auf, die anderen führen in kleinem Kreis ihre Kunst vor, mit Trugschlüssen scheinbare Widersprüche zu erzeugen. Die letztgenannte Art von Täuschern sind die Sophisten. Abschließend stellt der Fremde fest, dies sei die treffendste Bestimmung des Begriffs „Sophist“. Theaitetos stimmt zu.

## Interpretation
Die Leistung der Dihairesis
Im Lauf der Untersuchung, die im Sophistes angestellt wird, erweist sich die Dihairesis als ein Verfahren, das teils bessere, teils schlechtere Ergebnisse liefert, nicht aber die Kriterien bereitstellt, die für die Beurteilung der Richtigkeit der Ergebnisse maßgeblich sind. Die Antwort auf die Frage, warum eine der dihairetisch korrekt erlangten Bestimmungen den anderen vorzuziehen ist, wird von der Dihairetik nicht gegeben. Diese kann ihre eigenen Voraussetzungen nicht begründen. Die Begründung der Voraussetzungen und damit die Schaffung der philosophischen Ausgangsbasis bleibt der Dialektik vorbehalten. Die Aufeinanderfolge der dihairetischen Anläufe im Dialog veranschaulicht die Grenzen dessen, was die dihairetische Methode leistet.
Die Lehre des eleatischen Fremden und die Ideenlehre
Ein zentrales Thema der Forschung ist die Rolle der Ideenlehre im Sophistes. Sie wird im Rahmen der andauernden Diskussion über die Ontologie in Platons Spätwerk erörtert. Umstritten ist, ob der Philosoph in der letzten Phase seines Schaffens von seiner Ideenlehre abgerückt ist, nachdem er bei ihrer Ausarbeitung auf unüberwindlich scheinende Hindernisse gestoßen war. Zwei konträre Forschungsmeinungen stehen einander gegenüber: Die „Unitarier“ nehmen an, er habe durchgängig eine kohärente Sichtweise vertreten, die „Revisionisten“ schreiben ihm einen Sinneswandel zu. Revisionistische Forscher unterscheiden verschiedene Entwicklungsphasen seines ontologischen Denkens und behaupten, er habe die Ideenkonzeption seiner mittleren Schaffensperiode später aufgegeben oder zumindest einen gravierenden Revisionsbedarf gesehen. In diesem Zusammenhang wird die ontologische Relevanz der dihairetischen Methode zur Begriffsbestimmung unterschiedlich eingeschätzt. Aus revisionistischer Sicht erscheint die Dihairesis als bloßes Instrument der Definitionssuche. Aus unitarischer Sicht dient sie zur Untersuchung der Beziehungen zwischen eigenständig – unabhängig von den Sinnesobjekten – existierenden Ideen im Rahmen der Ontologie, die Platon im Dialog Politeia dargelegt hat.
Platon verwendet zwar im Sophistes Begriffe, die andernorts in seinen Schriften eine ontologische Bedeutung im Kontext der Ideenlehre haben, doch ist es nicht selbstverständlich, dass sie auch in diesem Dialog so zu verstehen sind. Eine Forschungsrichtung sieht in ihnen bloße logische Werkzeuge. Wenn die ontologische Bedeutung für den Sophistes abgelehnt wird (abgesehen vom Begriff „Idee“ in der Passage über die „Ideenfreunde“), bestehen zwei Deutungsmöglichkeiten: Entweder hat sich Platon von der Ideenlehre distanziert oder sie ist für seine Argumentation im Sophistes nicht relevant. Da die zweite Möglichkeit besteht, kann man die ontologische Bedeutung der Begriffe für diesen Dialog verneinen, ohne notwendigerweise Revisionist zu sein. Strittig ist insbesondere, ob die fünf größten Gattungen als platonische Ideen oder „Metaideen“, also als ontologische Gegebenheiten aufzufassen sind, wie manche Forscher annehmen, oder ob sie nur Begriffe ohne ontologischen Hintergrund sind.
Ein weiteres Thema ist die Frage, ob es nach der Auffassung des eleatischen Fremden „Formen“ (das heißt je nach Interpretation Begriffe oder platonische Ideen) gibt, die negativen Prädikaten – das heißt den Prädikaten in Aussagen von der Form „x ist nicht y“ – entsprechen. Im Dialog Politeia scheint die Existenz einer Idee für „Barbar“ (Nichtgrieche) verneint zu werden, und Aristoteles berichtet, dass die Platoniker Ideen für negative Prädikate ablehnten. Im Sophistes hingegen werden anscheinend negative „Formen“ angenommen. Michael Frede ist der Ansicht, hier seien nicht platonische Ideen gemeint, sondern Bedeutungen von Ausdrücken.
Die „Verflechtung der Begriffe“
Kontrovers diskutiert wird die Frage, wie die „gegenseitige Verflechtung der Begriffe“ (symplokḗ eidṓn) gemeint ist. Im Dialog stellt der Fremde fest, nur durch eine solche Verflechtung könne eine sinnvolle Aussage (lógos) entstehen. Hierzu gibt es unterschiedliche Deutungsansätze:
- Nach einer Interpretationsrichtung behauptet der Fremde hier, jede sinnvolle Aussage sei eine Beschreibung einer Beziehung zwischen Begriffen. Demnach ermöglicht jeder einzelne Satz, diejenige Verflechtung unmittelbar abzulesen, die ihm zugrunde liegt. Das gilt auch für Sätze, die Aussagen über Einzeldinge enthalten, denn jedes Einzelding kann auf Begriffe zurückgeführt werden, indem es als Summe seiner Eigenschaften dargestellt wird.
- Nach einer alternativen Deutung ist gemeint, dass die Existenz einer Verflechtung von Begriffen eine allgemeine Voraussetzung dafür ist, dass Aussagen sinnvoll sind, obwohl es viele sinnvolle Aussagen gibt, die keine Verknüpfung von Begriffen ausdrücken oder beschreiben. Beispielsweise enthält der sinnvolle Satz „Theaitetos sitzt“ keine explizite Aussage über eine Beziehung zwischen Begriffen, da „Theaitetos“ kein Begriff, sondern ein Eigenname ist. Implizit ist aber eine solche Beziehung vorausgesetzt, denn der Satz ist deswegen sinnvoll, weil zwischen „Sitzen“ und Begriffen wie „Stehen“ oder „Fliegen“ eine Beziehung der Inkompatibilität besteht: Man kann nicht zugleich sitzen, stehen und fliegen, und dieser Sachverhalt verleiht dem Satz seinen Sinn. Allerdings ist umstritten, ob eine Beziehung der Inkompatibilität als „Verflechtung“ im Sinne des Sophistes aufgefasst werden kann. Zweifelhaft ist auch, ob über jeden Begriff eindeutig festgestellt werden kann, dass er mit einem bestimmten anderen Begriff entweder kompatibel oder inkompatibel ist.
- Nach einer weiteren Interpretation bezeichnen in Sätzen sowohl Subjekt als auch Prädikat Einzeldinge. Beispielsweise steht in dem Satz „Theaitetos sitzt“ das Sitzen wie ein Eigenname für „dieses Sitzen da“. Mit dieser Verknüpfung von „Eigennamen“ wird zugleich eine solche von zugehörigen Ideen bewerkstelligt, wobei im Fall des Beispielsatzes Theaitetos für die Idee Mensch steht.
- Einem weiteren Ansatz zufolge werden nicht Begriffe, sondern nur Klassen von Sprachelementen verflochten.

Ferner ist umstritten, ob die Verflechtung vom menschlichen Diskurs erzeugt wird oder der Diskurs von einer bereits bestehenden Verflechtung ermöglicht wird. Wenn Letzteres der Fall ist, bestehen wiederum verschiedene Möglichkeiten: Man kann sich vorstellen, dass die Verflechtung primär eine Gegebenheit in einem der Sinneswahrnehmung gänzlich entzogenen, rein geistigen Ideenreich ist, die sich sekundär im Bereich der Sinnesobjekte abbildet, oder man kann annehmen, dass es sich um eine Verflechtung von Ideen handelt, die den Einzeldingen immanent sind.
Francis J. Pelletier unterscheidet vier Typen von Deutungen der „Verflechtung“. Die erste Gruppe von Interpreten („nonstarters“) vertritt unterschiedliche Hypothesen, denen im Ergebnis gemeinsam ist, dass das Verflechtungskonzept nicht als valide Entgegnung Platons auf die Seinslehre des historischen Parmenides betrachtet werden kann. Die zweite Gruppe („correspondence theorists“) nimmt an, dass Platon die Bedrohung des rationalen Diskurses durch das eleatische Verständnis von Sein und Nichtsein umgeht, indem er jeden Satz der normalen Sprache so in eine philosophische Ausdrucksweise übersetzt, dass der eigentliche Sinn korrekt wiedergegeben wird und widersinnige Konsequenzen vermieden werden. Die dritte Gruppe („backdrop theorists“) meint, Platon betrachte die Verflechtung als allgemeine Gegebenheit „hinter“ der Sprache, die eine sinnvolle Nutzung von Sprache ermöglicht. Die vierte Gruppe, zu der Pelletier selbst zählt, tritt für eine Mischung aus Komponenten des zweiten und des dritten Ansatzes ein.
Wahrheit und Falschheit
Ein besonderes Problem stellt sich bei der Erklärung von falschen Aussagen wie „Theaitetos, mit dem ich jetzt rede, fliegt“ im Rahmen des Verflechtungskonzepts. Hier hat Platon bewusst ein Beispiel gewählt, das sowohl eine kontingente als auch eine notwendige Falschheit enthält. Der Satz ist kontingent falsch, weil Theaitetos zu diesem Zeitpunkt zufälligerweise sitzt und daher nicht zugleich etwas tun kann, das mit dem Sitzen unvereinbar ist. Er ist auch notwendigerweise falsch, weil Theaitetos ein Mensch ist und als solcher nicht fliegen kann. Platons Beispiel für einen wahren Satz, „Theaitetos sitzt“, hat ebenso wie das Beispiel für Falschheit nicht einen Begriff, sondern einen Eigennamen als Subjekt. Es geht also nicht nur um die Wahrheit im Ideenbereich, sondern auch um kontingente Wahrheiten, die Einzeldinge betreffen und zeitabhängig sind.
In der Forschung werden verschiedene Möglichkeiten, Platons Konzept der Falschheit zu deuten, erörtert. Nach einer Deutungsrichtung („Oxford-Interpretation“) ist der Satz „Theaitetos fliegt“ falsch, weil er etwas über Theaitetos aussagt, das von allem verschieden ist, was über ihn der Fall ist. Einer anderen Richtung („Inkompatibilitätsinterpretation“) zufolge ist der Satz falsch, weil er etwas über Theaitetos aussagt, das mit dem, was in Bezug auf ihn der Fall ist, inkompatibel ist. Eine dritte Richtung („incompatibility range interpretation“ oder „quasi-incompatibility interpretation“) ist eine Variante der Inkompatibilitätsinterpretation; sie soll Vorteile der beiden erstgenannten Richtungen verbinden. Die vierte Richtung („extensionale Interpretation“) bestimmt die Falschheit so, dass der Satz „Theaitetos fliegt“ dann falsch ist, wenn Theaitetos von jeder Entität verschieden ist, auf welche die Aussage, dass sie fliegt, zutrifft. Daneben gibt es noch weitere Interpretationsvorschläge.
Wenn man Platon eine Abbildtheorie unterstellt, in der den Satzteilen „Fakten“ – Bestandteile der mit den Sätzen beschriebenen Welt – entsprechen, treten bei der Erklärung falscher Sätze Schwierigkeiten auf. Zur Behebung dieser Schwierigkeiten sind spekulativ unterschiedliche Annahmen eingeführt worden. Eine solche Annahme ist die Hypothese, dass die Ideen als Bedeutungen der Prädikate anzusehen sind. Damit wird auch falschen Sätzen eine Bedeutung verliehen; diese soll die Existenz solcher Sätze begründen, obwohl ihnen keine „Fakten“ entsprechen. Ein anderer Lösungsvorschlag lautet, dass nicht Ideen, sondern nur Einzeldinge als Bedeutungen der Prädikate zu wählen sind, also Prädikate wie Eigennamen zu behandeln sind. Dieser Interpretation zufolge ist eine Verbindung solcher „Eigennamen“ dann falsch, wenn die zugehörigen Einzeldinge „in Wirklichkeit“ nicht so verknüpft sind. Eine weitere Hypothese besagt, jede Aussage habe es ausschließlich mit Ideen zu tun; es gebe für Platon keine Eigennamen im heutigen Sinn, sondern nur Namen von Ideen. Demnach ist „Theaitetos“ eine Kennzeichnung für denjenigen, der eine Kombination von Eigenschaften aufweist, die so nur bei ihm vorkommt. Über diese Kombination sollen dann aufgrund der Ideenverflechtung sinnvolle Aussagen – darunter auch falsche – möglich sein.
Mit diesem Problem und den älteren Lösungsvorschlägen haben sich Kuno Lorenz und Jürgen Mittelstraß eingehend auseinandergesetzt. Sie haben das Verhältnis von Wörterverflechtung und Ideenverflechtung untersucht und dabei folgende Überlegungen angestellt. Wenn man Platon die Auffassung des eleatischen Fremden unterstellt und diese auf die bisher übliche Weise wiedergibt, dann stellt Platon die These auf, jede sinnvolle Aussage sei das Ergebnis einer Verflechtung von Ideen miteinander. Demnach entstehen auch falsche Sätze wie „Theaitetos fliegt“, da sie einen Sinn haben, durch Ideenverflechtung. Daraus folgt, da jede formal korrekte Wörterverflechtung einen sinnvollen Satz ergibt, dass mit jeder solchen Wörterverflechtung auch eine Verflechtung der durch die Wörter dargestellten Ideen gegeben ist. Wenn das zutrifft, müssen im Satz „Theaitetos fliegt“ die Ideen „Mensch“ (oder „Theaitetos“) und „Fliegen“ miteinander verflochten sein. Dann stellt sich aber die Frage, wie in diesem Modell wahre von falschen Aussagen unterschieden werden können. Aus der Wörterverflechtung kann das Wahrheitskriterium nicht abgeleitet werden. Daher muss eine Unterscheidung zwischen korrekter und inkorrekter Ideenverflechtung eingeführt werden. Diese muss trotz der Koppelung von Wörterverflechtung und Ideenverflechtung von der Wörterverflechtung unabhängig sein. Sie muss ergeben, dass die Verflechtung der Ideen „Mensch“ und „Fliegen“ inkorrekt ist, obwohl die Verflechtung der Wörter „Theaitetos“ und „Fliegen“ zulässig ist. Hier besteht aber ein Problem, da das vom eleatischen Fremden angegebene Wahrheitskriterium für diesen Zweck untauglich ist. Sein Wahrheitskriterium lautet, dass ein wahrer Satz über sein Subjekt das Seiende aussagt, so wie es bezüglich dieses Subjekts ist. Dieses Kriterium lässt sich auf Ideenverflechtungen nicht anwenden, außer wenn diese unzulässigerweise mit Wörterverflechtungen gleichgesetzt werden. Wenn man vom Wahrheitsverständnis des Fremden ausgeht, so ergibt sich, dass die Ideen „Mensch“ und „Fliegen“ nicht inkorrekt verflochten sind, sondern gar nicht verflochten sind. Dies führt aber zu einem Selbstwiderspruch, wenn jede sinnvolle Aussage eine Ideenverflechtung voraussetzt. Dem Selbstwiderspruch wollen Lorenz und Mittelstraß entgehen, indem sie der Feststellung des Fremden, eine sinnvolle Aussage „entstehe“ durch „Verflechtung“ der Ideen miteinander, einen anderen Sinn geben als den bisher angenommenen. Sie meinen, unter der sinnvollen Aussage (logos) sei eine überprüfbare zu verstehen und unter der Verflechtung die Verträglichkeit. Gemeint sei somit: „Durch die Verträglichkeit der Ideen wird der logos wahr oder falsch gemacht.“
Als rätselhaft gilt in der Forschung der Umstand, dass der Fremde und Theaitetos den Satz „Bewegung ruht“ als Ausdruck einer evident falschen Aussage bewerten. Dies scheint einer Annahme, die zum Kernbestand von Platons Philosophie gehört, zu widersprechen: der These, dass Formen (Ideen) stabile und in diesem Sinne ruhende Erkenntnisgegenstände seien. Verschiedene Erklärungsmöglichkeiten sind diskutiert worden. Benedikt Strobel hat nach eingehender Analyse der älteren Hypothesen eine neue Erklärung vorgeschlagen. Nach Strobels Interpretation versteht Platon die Form der Bewegung als etwas, das von dem Prädikat-Term „bewegt“ bezeichnet wird und somit etwas Bewegtes ist, jedoch kein bewegtes Individuum. Wenn man die Form der Bewegung als Gegenstand des Typs „So etwas“ im Sinne der Terminologie des Aristoteles bestimmt, wird das Urteil über die Falschheit der Aussage verständlich. Die Form wird dann nicht als Eigenschaft bewegter Individuen aufgefasst, sondern als etwas, das sie als bewegte Individuen sind, wobei das „sind“ als Kopula zu verstehen ist.
Denis O’Brien meint, Platons Kriterium zur Unterscheidung von Wahrheit und Falschheit sei die Teilhabe oder Nichtteilhabe der Entität, auf die sich eine Aussage bezieht, an bestimmten Ideen. Nach dieser Auslegung ist jede Entität dadurch gekennzeichnet, dass sie an bestimmten Ideen teilhat und an anderen nicht. Aussagen sind falsch, wenn sie auf einer Verkennung der jeweiligen durch die Teilhabe bedingten Seinsverhältnisse beruhen.
Die Ideenfreunde
Seit langem umstritten ist die Frage, wie die „Ideenfreunde“, die Gegenspieler der Materialisten im „Gigantenkampf“, philosophiegeschichtlich einzuordnen sind. Eine ältere Hypothese, wonach es sich um Megariker handelt, wird in der neueren Forschung nicht mehr vertreten. Diskutiert werden noch drei Möglichkeiten:
- dass es italische Pythagoreer sind.
- dass es Schüler Platons sind, die für eine von ihm missbilligte, stark von eleatischem Denken geprägte Variante der Ideenlehre eintreten.
- dass das Modell der Ideenfreunde Platons eigene Ontologie ist, die er früher vertreten hat, aber jetzt als widersprüchlich verwirft.

Zugunsten der oft vertretenen Selbstkritik-Hypothese wird geltend gemacht, dass das den Ideenfreunden zugeschriebene Konzept auffällig mit der Sichtweise von Platons Sokrates in früheren Dialogen wie etwa dem Phaidon übereinstimmt. Die Deutung, dass Platon sich selbst oder eine Richtung seiner Schüler meint, passt allerdings nicht zu seiner Angabe, der „Gigantenkampf“ spiele sich „immer“ (aeí) ab, also seit jeher; der Kampf kann kaum als immerwährend bezeichnet werden, wenn eine der beiden Lehren erst vor relativ kurzer Zeit von Platon selbst eingeführt wurde.
Sein, Nichtsein und Werden
Die Auseinandersetzung mit dem eleatischen Verständnis von Sein und Nichtsein ist ein zentrales Anliegen Platons im Sophistes. In diesen Zusammenhang gehört die Kritik des Fremden an der Denkweise der Ideenfreunde. Bei ihnen zeigt sich ein starker Einfluss des Eleatismus darin, dass sie Sein und Werden strikt trennen und dem Veränderlichen keinerlei Sein zubilligen. Daraus ergeben sich aus platonischer Sicht unannehmbare Konsequenzen, auf die der Fremde hinweist: Für Beseeltheit und Leben ist in der statischen Ideenwelt der Ideenfreunde kein Platz, da Leben dynamisch ist. Ein rein statisches Verständnis der metaphysischen Realität hat zur Folge, dass die Ideenwelt als leblos und seelenlos erscheint. Seele und Leben samt der Vernunfttätigkeit werden vom Sein ausgeschlossen, auf den untergeordneten Bereich des Werdens beschränkt und damit massiv abgewertet. Diesem „isolationistischen“ Verständnis der Ideenlehre hält der Fremde seine gemäßigte Position entgegen, der zufolge die Bewegung – ebenso wie die Ruhe – dem Seienden nicht abgesprochen werden kann und dem rein geistigen Bereich Leben zukommt.
Offen bleibt dabei aber die Frage, welche Rolle das dynamische Prinzip der Beseeltheit und Lebendigkeit im Bereich der unveränderlichen platonischen Ideen spielen kann. Der eleatische Fremde behauptet, das „wahrhaft Seiende“ (pantelṓs on) müsse auch Bewegung, Leben und Seele umfassen. Dies kann als Änderung von Platons rein statischem Verständnis der geistigen Welt, das aus früheren Dialogen bekannt ist, gedeutet werden. Außerdem ist nach der Argumentation des Fremden das Erkennen eine Einwirkung des Erkennenden auf das Erkannte, und wenn das Erkannte einer solchen Einwirkung unterliegt, ist es nicht absolut frei von Beeinflussung und insofern nicht absolut unveränderlich. Hier stellt sich die Frage, ob das Platons eigener Auffassung entspricht. Wenn dies der Fall ist, ergibt sich ein Widerspruch zum klassischen platonischen Konzept der früheren Dialoge Phaidon und Politeia, wonach die Ideen zwar erkennbar, aber jeder Einwirkung entzogen sind. Manche Forscher meinen, Platon habe das Ideenkonzept seiner mittleren Schaffensperiode im Sophistes radikal abgewandelt und die Ideen nun für veränderlich erklärt. Einer Forschungshypothese zufolge hielt Platon zwar an dem Grundsatz fest, dass das Wesen der Ideen unveränderlich ist, räumte aber im Sophistes ein, dass sie in ihrer Eigenschaft als Objekte der Erkenntnis einer Beeinflussung unterliegen. Da er diese Beeinflussung nicht als ein Werden auffasste, konnte er an dem Prinzip festhalten, dass es im Bereich des reinen Seins kein Werden gibt. Demnach tangiert der Erkenntnisvorgang die Ideen zwar, aber nicht hinsichtlich ihrer unveränderlichen Natur. Durch das Erkanntwerden wird die Idee zwar „beeinflusst“ (griechisch páschei), aber nicht verändert. Nach einer weiteren Interpretation ist die Annahme, dass das Erkennen eine Einwirkung auf das Erkannte darstellt, nicht Platons eigene Position, sondern nur ein Argument, mit dem der Fremde die Lehre der Ideenfreunde bekämpft.
Für das Vorhandensein von Bewegung im Bereich des „wahrhaft Seienden“ sind verschiedene Erklärungen vorgeschlagen worden. Eine davon lautet, dass die Bewegung nur die Beziehungen zwischen den Ideen und nicht deren Natur betreffe. Eine andere Interpretation besagt, die Ideen seien an sich ruhend; bewegt seien sie nur aus der Perspektive eines menschlichen Betrachters, insofern sie in den Sinnesobjekten immanent und damit von deren Veränderlichkeit mitbetroffen seien. Nach einem weiteren Deutungsvorschlag handelt es sich um die Bewegung eines beseelten Geistes, dem die Ideen innewohnen. Ferner ist eine metaphorische Bedeutung von „Bewegung“ und „Ruhe“ in diesem Kontext erwogen worden. Zu beachten ist jedenfalls, dass der Begriff „Bewegung“ (kínēsis), wenn er sich auf den überzeitlichen und nichträumlichen Ideenbereich bezieht, nicht in dem räumlichen und zeitlichen Sinn gemeint sein kann, der bei Bezugnahme auf die physische Welt vorliegt. Strittig ist, ob die Bewegung im metaphysischen Bereich von der Seele oder von den Ideen selbst ausgeht.
Unterschiedlich ausgelegt wird die Bedeutung von „Nichtsein“ und „Verschiedenheit“ im Diskurs des Fremden. Der Fremde führt das Nichtsein auf die Gattung der Verschiedenheit zurück. Nach einer Hypothese ist die Verschiedenheit in der einschlägigen Passage durchgängig als Nicht-Identität aufzufassen. Dann hat „a ist nicht schön“ immer die Bedeutung „Kein Attribut von a ist identisch mit schön“. Ein anderer Deutungsvorschlag besagt, unter Verschiedenheit sei Inkompatibilität zu verstehen. Das bedeutet, dass die Aussage „a ist nicht schön“ besagt „a ist mit Schönheit unvereinbar“. Diese Interpretation ist allerdings auf das Nichtsein und die Verschiedenheit selbst nicht anwendbar, da nach dem Verständnis des Fremden das Nichtsein nicht mit dem Sein unvereinbar ist und die Verschiedenheit nicht mit der Selbigkeit. Problematisch ist auch der Vorschlag, die Verschiedenheit oder das Nichtsein als qualitativen Unterschied zu deuten. Ein weiterer Vorschlag lautet, „Verschiedenheit“ bezeichne in dieser Passage des Sophistes das Verhältnis zwischen Prädikaten und ihren negativen Gegenstücken („a ist F“ und „a ist nicht-F“). Nach einer anderen Deutung ist „das nicht Schöne“ eine kollektive Bezeichnung für alle Formen außer der Form des Schönen.
Der sprachanalytische Aspekt von Platons Seinskonzeption
Aus sprachanalytischer Sicht geht es um die verschiedenen Verwendungsweisen des Verbs eínai (sein). Diese werden mit den Mitteln der formalen Logik untersucht. Gegenstand einer lebhaften Debatte sind die Fragen, welche Verwendungsarten von „ist“ im Sophistes eine Rolle spielen, ob zwischen ihnen unterschieden wird und inwieweit ihre Verschiedenheit für die Argumentation relevant ist. In Betracht kommen ein existentieller Gebrauch („existenztheoretische Interpretation“) oder ein Gebrauch in prädikativem Sinn („prädikationalistische Interpretation“). Bei existentiellem Gebrauch besagt „ist“, dass etwas existiert. Bei prädikativem Gebrauch ist das „ist“ die Kopula, die das Subjekt mit dem Prädikatsnomen verbindet, entweder im Sinne einer Identitätsbehauptung („A ist B“ bedeutet „A ist mit B identisch“) oder im Sinne einer Charakteristik („A ist B“ bedeutet „B kommt A zu“).
Eine Kontroverse dreht sich um die Frage, ob ein existentieller Gebrauch von „ist“ im Sophistes überhaupt nachweisbar und relevant ist. Nach der existenztheoretischen Interpretation von Francis Macdonald Cornford kommt es Platon in erster Linie auf den existentiellen Aspekt von Sein an, während „Prädikationalisten“ unter den Philosophiehistorikern wie Michael Frede, Gwilym E. L. Owen, John Malcolm und Michael Bordt meinen, die existentielle Verwendung von „ist“ sei für Platons Argumentation irrelevant. Die Prädikationalisten reduzieren die Seinskonzeption des Sophistes auf eine Konzeption der Prädikation. Aus ihrer Sicht geht es nicht um das Seiende als metaphysische Wirklichkeit im Sinne der Ideenlehre, sondern nur um die Konsistenz von Aussagen über Relationen. Außerdem wird von prädikationalistischer Seite vorgebracht, die existentielle Verwendung von „ist“ sei nur ein Spezialfall der prädikativen. Kritiker der prädikationalistischen Denkweise wenden ein, dass diese Interpretation die Existenz in ein Prädikat verwandle und damit die platonische Idee des Seienden auflöse. Das werde dem metaphysischen Anliegen des antiken Philosophen nicht gerecht. Zu den profilierten Gegnern der prädikationalistischen Sophistes-Interpretation zählen Stanley Rosen und Lambert Marie de Rijk. Jan Szaif ist der Ansicht, das existentielle und das prädikative „ist“ seien bei Platon untrennbar, sein Begriff des Seienden umfasse sowohl den existenzbezogenen als auch den kopulativen Aspekt. Auch Robert Heinaman wendet sich gegen die Annahme, der existenzbezogene Aspekt spiele im Sophistes keine Rolle. Denis O’Brien plädiert nachdrücklich für die existentielle Verwendung von „ist“ im Sophistes.
Außerdem stellt sich die Frage, ob Platon tatsächlich beabsichtigt hat, die verschiedenen Bedeutungen von „ist“ zu analysieren. Daran bestehen in der Forschung erhebliche Zweifel. Ferner ist strittig, wie Platon unterteilt, falls er im Rahmen seiner Argumentation Verwendungsarten von „ist“ unterscheidet. Im Verlauf der Forschungsdiskussion sind drei Hypothesen im Vordergrund gestanden:
- Er benötigt für seine Argumentation nur den Unterschied zwischen existentiellem und identifizierendem Gebrauch von „ist“ und beschränkt seine Überlegungen daher auf diesen (Francis Macdonald Cornford, Norman Gulley).
- Er unterscheidet drei Verwendungsarten: die existentielle, die identifizierende und den Typ „A ist B“ im Sinne von „B kommt A zu“ (John L. Ackrill, Julius M. E. Moravcsik).
- Er beachtet den existentiellen Gebrauch nicht und differenziert innerhalb des prädikativen Gebrauchs, indem er Identitätssätze als besonderen Typ abgrenzt (Michael Bordt, John Malcolm).[81]

Michael Frede meint, die verbreitete Ansicht, Platon habe erstmals in der Geschichte verschiedene Bedeutungen von „ist“ und „ist nicht“ unterschieden, sei falsch. Vielmehr habe er die mit dem Sein und Nichtsein zusammenhängenden Probleme lösen können, ohne eine solche Unterscheidung einzuführen. Unterschieden habe er nicht zwischen Bedeutungen, sondern nur zwischen zwei Verwendungen von „ist“. Die erste liegt vor, wenn in einem Satz von der Form „x ist y“ ausgesagt wird, dass x (ein Begriff) von y nicht verschieden ist. Standardfälle dieser Verwendung sind Definitionen. Bei der zweiten Verwendung wird in einem Satz von der Form „a ist b“, wobei a ein Begriff oder ein Einzelding sein kann, „ist b“ über a ausgesagt, ohne dass b notwendig zu a dazugehört. Frank A. Lewis bezweifelt, dass Platon das identifizierende „ist“ als besondere Kategorie eingeführt hat. Lesley Brown ist der Ansicht, er habe das Problem der „Spätlerner“ lösen können, ohne dabei zwischen verschiedenen Bedeutungen von „ist“ unterscheiden zu müssen. Auch William J. Prior bestreitet die Unterscheidung zwischen verschiedenen Bedeutungen oder Verwendungen von „ist“.

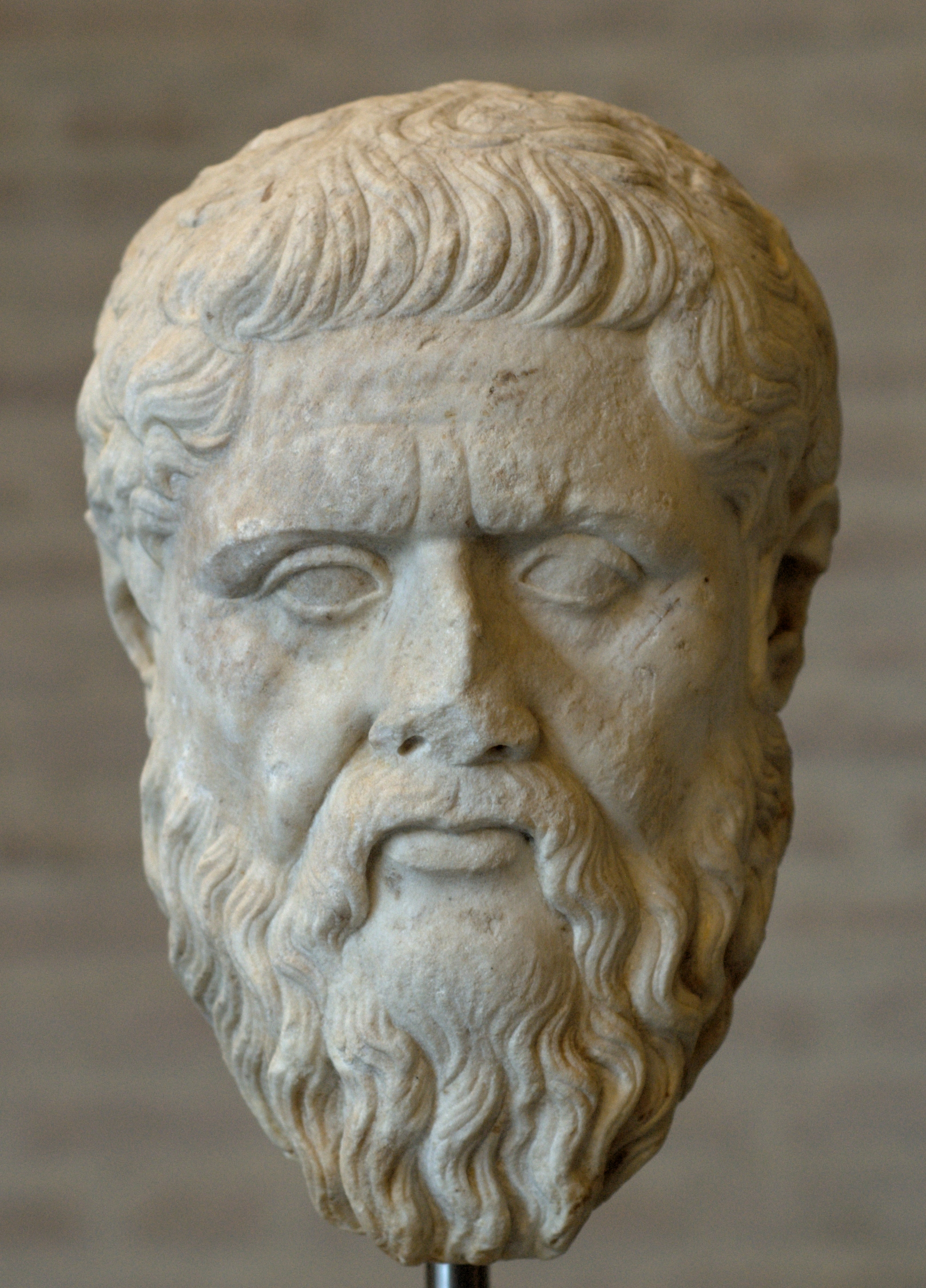
Büste Platons (römische Kopie des griechischen Platonporträts des Silanion, Glyptothek München)

## Entstehung
Sicher ist, dass es sich beim Sophistes um ein Spätwerk Platons handelt. Da er als Fortsetzung des Theaitetos präsentiert wird, ist in der Forschung vermutet worden, dass er nach diesem Dialog verfasst wurde. Falls dies zutrifft, ist er wohl nicht vor den frühen 360er Jahren v. Chr. vollendet worden. Eindeutige Anhaltspunkte für die Bestimmung der Entstehungszeit fehlen jedoch, und auch die umgekehrte Reihenfolge der Entstehung von Theaitetos und Sophistes hat Befürworter.

## Textüberlieferung
Die direkte antike Textüberlieferung beschränkt sich auf zwei kleine Fragmente eines Papyrus aus dem 3. Jahrhundert v. Chr.
Die älteste erhaltene mittelalterliche Sophistes-Handschrift wurde im Jahr 895 im Byzantinischen Reich für Arethas von Caesarea angefertigt.

## Rezeption

### Antike
Die Nachwirkung des Sophistes war anscheinend in der Epoche des Hellenismus und in den ersten drei Jahrhunderten der römischen Kaiserzeit gering, doch in der Spätantike intensivierte sich das Interesse deutlich.
Platons Schüler Aristoteles schrieb zwei Dialoge mit den Titeln Sophistes und Politikos. Wahrscheinlich wollte er mit dieser Titelwahl eine Konkurrenz zu den beiden entsprechenden Dialogen Platons andeuten. In seiner Metaphysik kritisierte Aristoteles Platons Vorhaben im Sophistes, das Sein des Nichtseienden aufzuzeigen und so dem Eleatismus entgegenzutreten.
In der Tetralogienordnung der Werke Platons, die anscheinend im 1. Jahrhundert v. Chr. eingeführt wurde, gehört der Sophistes zur zweiten Tetralogie. Der Philosophiegeschichtsschreiber Diogenes Laertios zählte ihn zu den „logischen“ Schriften und gab als Alternativtitel Über das Seiende an. Dabei berief er sich auf eine heute verlorene Schrift des Gelehrten Thrasyllos.
In der Epoche des Mittelplatonismus (1. Jahrhundert v. Chr. bis 3. Jahrhundert n. Chr.) scheint der Sophistes wenig Beachtung gefunden zu haben, von einer mittelplatonischen Kommentierung des Dialogs ist nichts bekannt.
Die Neuplatoniker, eine im 3. Jahrhundert entstandene, in der Spätantike den philosophischen Diskurs dominierende Richtung, zeigten großes Interesse am Sophistes. Ein zentrales Thema war für sie die Unterscheidung zwischen dem Einen und dem Seienden und die Bestimmung von deren Beziehung zueinander. Dafür bot ihnen neben dem Dialog Parmenides, dem Haupttext für diese Thematik, auch der Sophistes Hinweise.
Plotin († 270), der Begründer des Neuplatonismus, kritisierte die Kategorienlehre des Aristoteles mit dem Argument, sie sei nur für die Beschreibung der sinnlich wahrnehmbaren Welt ersonnen; auf die weitaus wichtigere geistige Welt sei das aristotelische Schema der zehn Kategorien nicht anwendbar. Für die geistige Welt nahm Plotin ein Schema von fünf Kategorien an, die den fünf „größten Gattungen“ im Sophistes entsprechen. Allerdings wandelte er Platons Konzept ab, indem er es den Erfordernissen seines Systems anpasste. Er versuchte zu zeigen, dass es sich um fünf Kategorien handeln müsse, obwohl Platon die Möglichkeit einer größeren Anzahl von „größten Gattungen“ nicht ausschließen wollte. Nachdrücklich trat Plotin für die Auffassung des eleatischen Fremden ein, das „wahrhaft Seiende“ könne nichts Totes sein, man habe es sich als lebendig vorzustellen.
Plotins Schüler Porphyrios verfasste einen Sophistes-Kommentar, der nicht erhalten geblieben ist. Auch Iamblichos von Chalkis († um 320/325), der für den spätantiken Neuplatonismus eine wegweisende Rolle spielte, scheint den Dialog kommentiert zu haben. Iamblichos ließ in seiner Philosophenschule den Sophistes als einen der zwölf aus seiner Sicht wichtigsten Dialoge Platons studieren.
Im spätantiken Neuplatonismus wurden die Dialoge Sophistes und Politikos als Beschreibung der kosmischen Ordnung betrachtet und in diesem Sinne allegorisch ausgelegt. Die Neuplatoniker Proklos († 485) und Damaskios († nach 538) nahmen verschiedentlich auf den Sophistes Bezug; ob sie auch Kommentare zu dem Dialog verfassten, geht aus den Quellen nicht eindeutig hervor. Proklos zog den Sophistes in seiner Schrift Platonische Theologie heran. Er hielt ihn für eine Vorbereitung auf den Parmenides und nutzte ihn zur Abstützung seiner Lehre vom Einen (Henologie). Simplikios († um 560) zitierte und analysierte im Rahmen seiner Aristoteles-Kommentierung Passagen des Sophistes. Einem Zeitgenossen des Simplikios, Olympiodoros († nach 565), wird in einer arabischen Quelle des 10. Jahrhunderts, dem kitāb al-Fihrist des Gelehrten ibn an-Nadīm, ein Sophistes-Kommentar zugeschrieben.

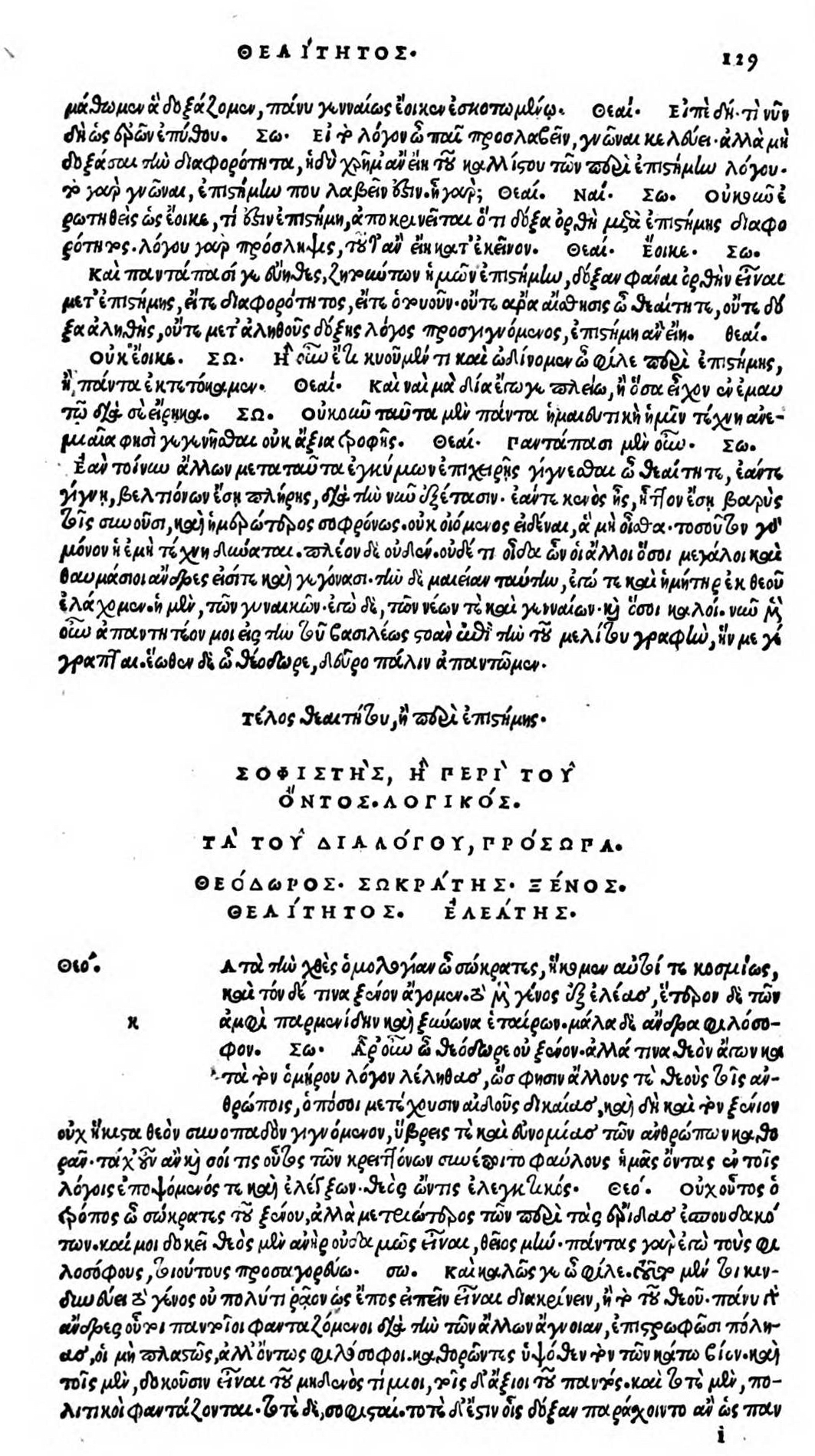
Der Anfang des Sophistes in der Erstausgabe, Venedig 1513

### Mittelalter und Frühe Neuzeit
Im Mittelalter waren Handschriften des Sophistes manchen byzantinischen Gelehrten zugänglich, doch den Gebildeten des Westens blieb der Text unbekannt, da es keine lateinische Übersetzung gab. Im Westen wurde der Dialog erst im Zeitalter des Renaissance-Humanismus wiederentdeckt.
Die erste lateinische Übersetzung erstellte der Humanist Marsilio Ficino. Er veröffentlichte sie 1484 in Florenz in der Gesamtausgabe seiner Platon-Übersetzungen und stellte ihr eine Einleitung (argumentum) voran. Damit machte er den Dialog einem breiteren Lesepublikum zugänglich. Ficino schrieb auch einen lateinischen Kommentar zum Sophistes, der – allerdings in unvollendetem Zustand – 1496 gedruckt wurde. Bei der Darstellung der „größten Gattungen“, mit denen er sich eingehend befasste, nahm er Plotins Kategorien zum Ausgangspunkt. Im Unterschied zu Plotin erörterte er auch die sprachphilosophische Thematik. Den eleatischen Fremden identifizierte Ficino mit dem Vorsokratiker Melissos. In einer Kontroverse, die in den 1490er Jahren zwischen Ficino und dem Philosophen Giovanni Pico della Mirandola ausgetragen wurde, spielte der Sophistes eine wesentliche Rolle. Pico, der zum Aristotelismus neigte, wandte sich gegen Ficinos neuplatonisch geprägte Platon-Interpretation. Er selbst war allerdings auch von der neuplatonischen Sichtweise beeinflusst.
Die Erstausgabe des griechischen Textes erschien im September 1513 in Venedig bei Aldo Manuzio als Teil der ersten Gesamtausgabe der Werke Platons. Der Herausgeber war Markos Musuros.
Dichtungstheoretiker der Renaissance befassten sich mit Platons Aufteilung der nachahmenden Künste in die zwei Klassen der abbildenden („ikastischen“) und der trügerischen („phantastischen“). Dabei ging es um die Vor- und Nachteile dieser beiden Arten der Stoffbehandlung in der Dichtkunst. Literaturtheoretiker des 16. Jahrhunderts wie Francesco Patrizi da Cherso, Lodovico Castelvetro und Jacopo Mazzoni nahmen dazu Stellung. Meist gaben die Theoretiker der ikastischen Dichtung den Vorzug, da sie der Wirklichkeit näher sei als die phantastische. Für die phantastische Dichtung galt das Epos Der rasende Roland von Ludovico Ariosto als Musterbeispiel, für die ikastische das Epos Gerusalemme liberata von Torquato Tasso. Tasso veröffentlichte 1585 seine Schrift Apologia in difesa della sua Gerusalemme liberata, in der er sein Werk gegen Kritik verteidigte, wobei er auch auf den Sophistes Bezug nahm.

### Philosophische Rezeption in der Moderne
19. Jahrhundert
Der einflussreiche Platon-Übersetzer Friedrich Schleiermacher schrieb in der Einleitung zu seiner 1807 veröffentlichten Übersetzung des Dialogs, hier sei „in der Tat das Wesen aller wahren Philosophie ausgesprochen“. Schleiermacher war der Ansicht, dass sich im Sophistes „fast zuerst in den Schriften des Platon das innerste Heiligtum der Philosophie rein philosophisch aufschließt“.

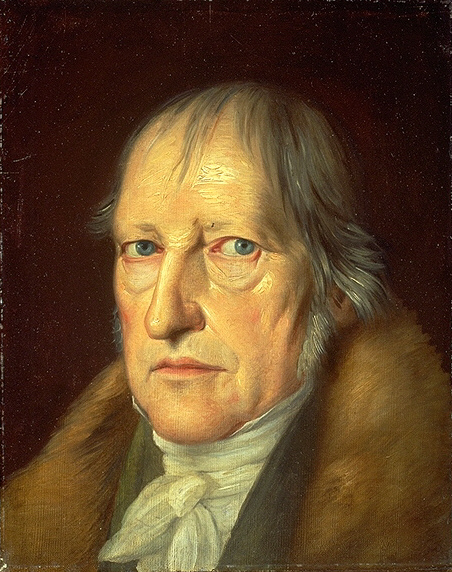
Georg Wilhelm Friedrich Hegel, 1831

Georg Wilhelm Friedrich Hegel befasste sich in seinen Vorlesungen über die Geschichte der Philosophie und in der 1832 postum veröffentlichten zweiten Auflage seiner Wissenschaft der Logik mit dem Sophistes. Dabei deutete er Platons Ontologie aus der Perspektive seiner eigenen spekulativen Dialektik. Die These des antiken Philosophen über das Sein des Nichtseienden als eines Verschiedenen interpretierte Hegel als Identität des Seins und des Nichtseins. Er meinte damit eine absolute Identität, in der einander widersprechende Bestimmungen vereinigt sind. Das Verhältnis des Selben und des Verschiedenen verstand er in einer Weise, die Platons Auffassung im Sophistes diametral entgegengesetzt ist. Platons Fremder vertritt in dem Dialog die Position, das Verschiedene sei immer nur in Beziehung auf Anderes verschieden, niemals in Beziehung auf sich selbst. Hegel hingegen nahm ein „Anderes seiner selbst“ an, ein in Bezug auf sich selbst Anderes, das in negativer Beziehung zu sich selbst steht und seinen eigenen Bestand verneint. Gerade darin besteht für ihn die „eigene Natur“ des Anderen. Nach seinem Verständnis gehen das mit sich Identische und das Andere in ihrer Entgegensetzung ineinander über, und dadurch besteht eine Einheit in der Entgegensetzung und im Widerspruch. Hegel meinte, die Einheit des Selben und des Anderen in ein und derselben Hinsicht gehöre notwendig zur Wahrheit. Damit wollte er Platon nicht widersprechen; vielmehr war er der Überzeugung, sein Konzept stimme mit dem platonischen überein. Dabei stützte er sich auf eine Fehlübersetzung einer einschlägigen Textstelle des Sophistes, die deren Sinn ins Gegenteil verkehrt. Trotz des Übersetzungsfehlers und des Gegensatzes zwischen der Position Platons und ihrer Interpretation bei Hegel wird aber in der Forschung die Ansicht vertreten, Hegels Konzept sei eine legitime Weiterführung der platonischen Dialektik.
Friedrich Wilhelm Joseph Schelling schätzte den Sophistes sehr; in seiner Erlanger Vorlesung im Wintersemester 1820/1821 empfahl er ihn als Darlegung der ersten Grundbegriffe der Philosophie. Platon zeige dort in der höchsten Allgemeinheit, wie notwendig das Nichtseiende sei, „ohne welches Wahrheit von Irrtum untrennbar ist“. Nach Schellings Einschätzung ist der Sophistes „ein wahrer Weihegesang für die Wissenschaft, da die Begriffe des Seienden und Nichtseienden die Angelpunkte aller Wissenschaft sind“.
Hermann Lotze griff 1874 in seiner Auseinandersetzung mit der Transzendentalphilosophie auf Platons Ausführungen im Sophistes zurück, allerdings ohne diesen Dialog namentlich zu nennen. Er berief sich auf Platon, der gelehrt habe, dass den Ideen nicht ein Sein, sondern nur „Gültigkeit“ zukomme.
Frühes 20. Jahrhundert
Nicolai Hartmann legte 1909 in seiner Abhandlung Platos Logik des Seins eine Analyse der Ontologie des Sophistes vor, die er als kühnen Wurf Platons betrachtete. Nach Hartmanns Verständnis bringt die „Antithesis“, der „Gegensatz eines Seienden gegen ein anderes“, ein Sein hervor. Das Nichtsein ist nicht weniger Seinsprinzip als das Sein selbst. Der Nachdruck liegt auf dem Nichtsein, denn in ihm wird die Idee lebendig und aktiv und entsteht die Gemeinschaft der Ideen. Das Nichtsein bewirkt die gegenseitige Durchdringung von Sein und Nichtsein, deren „Hindurchgehen durcheinander“. Im Nichtsein liegt nicht mehr und nicht weniger als der Ursprung des Seins. Die Ideen „sind“ dadurch, dass sie Verknüpfung eingehen. Die Verknüpfung wird vom Nichtsein bewirkt und bedeutet logisch das Sein. So kommt heraus, dass erst das Nichtsein zum Sein führt. Das Nichtsein ist die Bedingung der Möglichkeit von Platons „Verflechtung der Begriffe“ und das Sein deren Vollzug. „Die Dialektik der Begriffsgemeinschaft ist die Logik des Seins“.
Der Neukantianer Emil Lask äußerte sich in einer Vorlesung im Wintersemester 1911/12, die 1924 publiziert wurde. Er meinte, Platons Bestimmung der Falschheit als Verwechslung zweier seiender Entitäten sei völlig misslungen. Beim Irrtum vergreife man sich nicht nur am Vorrat des Seienden, sondern erzeuge ein Nichtseiendes in ganz anderem Sinn. Es gebe ein Nichtübereinstimmen, das eine „Depravierung“ gegenüber aller Wirklichkeit sei. Dabei handle es sich um eine Zusammenfügung von Elementen, die sich „in einer Distanz von der Fläche des Seienden überhaupt“ befinde.
Paul Natorp, ein führender Vertreter des Neukantianismus, ging in der 1922 veröffentlichten überarbeiteten zweiten Auflage seiner Monographie Platos Ideenlehre ausführlich auf den Sophistes ein. Er sah einen wesentlichen Ertrag der Überlegungen Platons in der Erkenntnis der Strukturähnlichkeit zwischen dem Logos (den „Urteilen“ in Natorps Terminologie) und den Ideen. Die platonischen Ideen hielt Natorp nicht für Dinge, sondern für Methoden, „die reinen Methodenbegriffe der Erkenntnis“; es handle sich nicht um absolute Existenzen, sondern um reine Setzungen des Denkens. Von seinem Verständnis der Ideenlehre ausgehend konstatierte Natorp, Platon habe im Sophistes folgerichtig den positiven Aufbau seiner Seinslehre mit einer Urteilslehre, einer allgemeinen Theorie der Prädikation beginnen lassen.

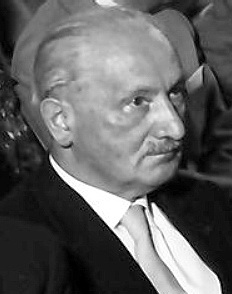
Martin Heidegger (Foto von Willy Pragher, 1960)

Für Martin Heidegger zählte der Sophistes zu den wenigen Dialogen, die ihm die Textbasis für seine Interpretation der Philosophie Platons lieferten. Im Wintersemester 1924/25 hielt er in Marburg eine Vorlesung über das Werk, deren Edition einen umfangreichen Band der Heidegger-Gesamtausgabe bildet. Im Mittelpunkt stand dabei das Verhältnis von Wahrheit und Sein. Heidegger befand, Platons Aufweis des Seins des Nicht-Seienden sei „die radikalere Fassung des Sinnes von Sein selbst und der darin beschlossenen Charaktere des Nicht“. Damit habe sich Platon von der damals herrschenden, bisher auch von ihm selbst vertretenen Auffassung über das Sein abgewendet. Trotz der Würdigung dieser Leistung hielt Heidegger jedoch die Konsequenzen aus dem Seinsverständnis des Sophistes für verhängnisvoll. Aus seiner Sicht bewirkten die Entscheidungen, welche die Gesprächspartner im Dialog treffen, eine Weichenstellung für den weiteren Verlauf der Philosophiegeschichte. Platon wollte zeigen, dass Philosophie möglich ist und dass die Sophistik eine Position ist, gegen die gültig und wirksam argumentiert werden kann. Der Preis dafür war aber die Etablierung einer problematischen Theorie der Verbindung von Sein und Denken. Das unmittelbare Erleben geriet unter die Verfügungsgewalt eines Denkens, das sich die Erlebnisebene nur dadurch im Erkenntnisprozess erschließen kann, dass es das Erleben als vergegenständlichtes Sein auffasst. In der Sophistes-Vorlesung wollte Heidegger die platonische Entscheidung nachvollziehen, um zugleich die Möglichkeit einer grundsätzlichen Alternative aufzuzeigen. Heidegger war der Überzeugung, im Sophistes habe sich Platon mit dem jungen Aristoteles auseinandergesetzt. Seine Auslegung des Dialogs erfolgte aus einer aristotelischen Perspektive, da er dies für die angemessene Herangehensweise hielt. Er glaubte, Aristoteles habe Platons Dialektik überwunden.
Alfred Edward Taylor befand, im Sophistes werde die Logik erstmals in der Geschichte der Philosophie als eigenständige Wissenschaft behandelt. Platon habe mit dieser Untersuchung sowohl der Logik als auch der Metaphysik einen unschätzbaren Dienst erwiesen.
Von den 1930er Jahren bis zur Gegenwart
In neuerer Zeit zählt der Sophistes zu den von philosophischer Seite intensiv rezipierten Werken Platons. Bei Vertretern der analytischen Philosophie hat er besondere Beachtung gefunden, da er nichtmetaphysisch interpretiert werden kann und Ansätze zu Kritik an der „klassischen“ Ontologie des Platonismus bietet. Interessant sind aus der Sicht analytisch orientierter Philosophen auch die sprachphilosophischen Aspekte des Dialogs, insbesondere die Ausführungen zur Falschheit von Aussagen, und die Behandlung der Problematik des Nichtseins und der Nichtexistenz.
1935 erschien der Sophistes-Kommentar von Francis Macdonald Cornford. Er erfuhr zwar von den späteren Interpreten vielfache Kritik, bildet aber den Ausgangspunkt der seitherigen philosophiehistorischen Auseinandersetzung mit dem Werk.
Wilhelm Kamlah, ein Befürworter des revisionistischen Verständnisses von Platons Philosophie, widmete dem Sophistes 1963 eine Monographie. Darin schrieb er, Platon habe in diesem Dialog eine Abänderung der Ideenlehre vorgenommen, indem er den Bezug der Dinge auf die Ideen nicht mehr als Urbild-Abbild-Verhältnis aufgefasst habe. Er habe die Ideenlehre nicht aufgegeben, sondern in kritischer Bewahrung wiederaufgenommen. Allerdings sei ihm der Brückenschlag zwischen der Bestimmung des Nichtseienden als Verschiedenheit und seiner Analyse des falschen Satzes nicht gelungen; dort klaffe eine Lücke.
Kuno Lorenz und Jürgen Mittelstraß stellten 1966 fest, der Sophistes dürfe auch heute mit Recht „als ein unerlässlicher Bestandteil der Prolegomena zur Logik angesehen werden“. Platon denke über wahr und falsch im Wesentlichen nicht anders, „als man es heute tut“. Er habe aufklären können, wann Minimalsätze wahr oder falsch heißen sollen. Die moderne Logik habe keine wesentlich andere Grundlage anzubieten.
Helmut Meinhardt ging 1968 auf die Schwierigkeiten moderner Leser bei der Lektüre des Sophistes ein. Der Grund dafür sei historisch: Die moderne Denkweise basiere auf Immanuel Kants Kritik der reinen Vernunft. Sie setze eine starke Trennung von Denken und Sein, von Begriff und damit gemeintem Seiendem voraus. In diesem Rahmen sei Platons Vorgehensweise, mit der er aus sprachlichen Gegebenheiten auf ontologische schließe, nicht einleuchtend. Um Platon zu verstehen und seinen Argumenten gerecht zu werden, müsse man berücksichtigen, dass es für ihn die scharfe Trennung Kants nicht gebe, sondern aus seiner Sicht sinnvolles Reden und Denken immer auf Seiendes gehe. In der platonischen Erkenntnistheorie werde das erkennende Subjekt als ein Bestandteil der objektiven Welt behandelt. Als Errungenschaft Platons im Sophistes wertete Meinhardt, dass dort erstmals die Einsicht deutlich formuliert worden sei, dass das Anderssein eine durchgängige wesentliche Bestimmung aller endlichen Seienden sei. Damit stehe dieser Dialog am Anfang der langen Begriffsgeschichte der „Andersheit“.
Gilles Deleuze befasste sich mit dem Sophistes im Rahmen seiner „Umkehrung des Platonismus“, mit der er den Vorrang eines Urbilds gegenüber dem Abbild anfocht. Er schrieb 1968 in seiner Untersuchung Différence et répétition (Differenz und Wiederholung), Platon selbst habe als Erster den Platonismus umgekehrt oder zumindest die Richtung einer solchen Umkehrung angezeigt. Dies zeige das „grandiose Ende“ des Sophistes: Dort wende sich die Teilung (Dihairesis) gegen sich selbst und arbeite gegen den Strich. Durch die fortwährende Vertiefung des Trugbilds demonstriere sie die Unmöglichkeit, es vom Original oder Urbild zu unterscheiden. Schließlich gebe der Fremde eine Definition des Sophisten, die sich nicht mehr von Sokrates selbst unterscheiden könne. Im folgenden Jahr kam Deleuze in seiner Studie Logique du sens (Logik des Sinns) auf diese Überlegung zurück. Dort befand er, das Ende des Sophistes enthalte das vielleicht außergewöhnlichste Abenteuer des Platonismus: Indem Platon in der Welt des Trugbildes suche und sich über seinen Abgrund beuge, entdecke er im Aufleuchten eines Augenblicks, dass das Trugbild nicht einfach ein falsches Abbild sei, sondern die Begriffe des Abbilds und des Urbilds in Frage stelle.
Burkhard Mojsisch äußerte sich 1986 anerkennend über den Sophistes, den er als Platons wichtigsten Dialog zur Theorie der Sprache bezeichnete. Er erhob jedoch Einwände gegen die dort dargelegte Sprachtheorie und „Theorie der Dialektik des Sich-Unterredens“. Erstens sei es nicht möglich, die faktische Wahrheit oder Falschheit von Sätzen einer dialektischen Prüfung zu unterziehen. Zweitens werde eine Hierarchisierung der Inhalte vorgenommen, die sich zwar nicht bei Platon selbst, aber in der späteren Geschichte der Philosophie als problematisch erwiesen habe. Sie habe zu verhängnisvollen „Auswüchsen“ geführt wie etwa der Vorstellung, dass Substanz vor der Relation einen Vorrang genieße. Dies wiederum habe dazu geführt, dass der Mensch als Substanz „dinganalog unbezüglich“ konzipiert worden sei und dass es in den idealistischen Denkmodellen der Neuzeit zu ungerechtfertigter Systemgeschlossenheit gekommen sei. Drittens habe Platon zwar das sprachliche Denken, das „Sich-Unterreden“ der Seele, vom gesprochenen oder vorgestellten Satz unterschieden und damit eine „gewusste“ Differenzierung vorgenommen, diese Differenzierung selbst aber nicht als Gegenstand des Wissens anerkannt und für das Sich-Unterreden selbst nicht thematisch werden lassen. Viertens habe Platon im Sophistes zwar das Nichtsein und die Bewegung theoretisch angemessen analysiert, doch habe ihn sein statisches Konzept der Seele und eines „unvermischten“ Geistes daran gehindert, die Prozessualität des Denkens adäquat zu erfassen und zu würdigen. Er habe verkannt, dass Geist und Seele gerade aufgrund des Nichtseins stets auch im Gegensatz zu sich selbst stünden.
Hans-Georg Gadamer befasste sich mit dem Sophistes in seiner 1990 publizierten Arbeit Dialektik ist nicht Sophistik. Dabei setzte er sich unter anderem mit Heideggers Deutung des Dialogs auseinander. Nach Gadamers Verständnis zeigt Platon, dass es sich bei der Unterscheidung des Philosophen vom Sophisten um Lebensentscheidungen und Lebenshaltungen handelt. Der Fremde vollbringt an dem jungen Theaitetos „ein wahres Meisterstück von Seelenführung“. Alles ist voll subtiler Wendungen und versteckter Anspielungen. Für Gadamer ist der Sophistes der wohl vielsinnigste Dialog Platons.
Michael Bordt hob 1999 Platons „geradezu revolutionäre Methode“ im Sophistes hervor. Diese bestehe darin, anhand des Gebrauchs von Begriffen in Sätzen die Beziehungen zwischen den Ideen zu erforschen. So gelange er zu Erkenntnissen über die Ideen, indem er Sätze über Begriffe und auch über Gegenstände der physischen Erfahrungswelt analysiere, also ohne Rückgriff auf eine metaphysische Erfahrung wie die mythische Ideenschau.
Andreas Eckl urteilte 2011, die im Sophistes entworfene dialektische Grundlagen-Theorie sei für die Gegenwartsphilosophie relevant. Nach Eckls Einschätzung liegt ihr Vorzug darin, dass die Grundbegriffe dieser Theorie ein offenes System der Grundlegung wissenschaftlichen Erkennens bilden, das kritisch revidiert und ergänzt werden kann und selbstbegründend angelegt ist. Den Verzicht von Teilen der Gegenwartsphilosophie auf die Begründung der eigenen theoretischen Grundannahmen wertete Eckl als einen Mangel, mit dem Platons Theorie nicht behaftet sei.

### Moderne literarische Bewertungen
Unter literarischem Gesichtspunkt hat der Sophistes relativ wenig Beachtung gefunden, da er zu den Dialogen gehört, in denen der dramatische Aspekt eine vergleichsweise geringe Rolle spielt. 1919 fällte der renommierte Gräzist und Platon-Kenner Ulrich von Wilamowitz-Moellendorff ein ungünstiges Urteil über die literarische Qualität. Er konstatierte, Platon habe künstlerische Wirkung nicht beabsichtigt, denn er habe dieses Werk nur für seine Schüler, nicht für ein breiteres Publikum geschrieben. Er habe ein streng wissenschaftliches Buch verfasst, zu dem die Dialogform nicht passe. Ähnlich äußerte sich 1974 Olof Gigon. Er befand, das Gespräch sei fast vollständig auf ein einförmiges, schulmäßig wirkendes Spiel des Fragens und Antwortens reduziert, die Gesprächsform werde beinahe lästig. Platon habe einen fast unerträglichen Kompromiss zwischen den Anforderungen des Themas und dem Stil des urbanen Gesprächs schließen müssen. Die spekulative Abstraktheit des Denkens in den Ausführungen des eleatischen Fremden habe mit sokratischem Philosophieren wenig zu tun.
Michael Frede untersuchte 1996 die Frage, warum Platon den Sophistes, den „dogmatischsten“ unter allen seinen Dialogen, überhaupt in Gesprächsform geschrieben hat, statt etwa den Fremden eine lange Rede halten zu lassen. In Platons späten Werken empfinden Leser die Dialogform oft als wenig hilfreich und fragen nach ihrem Sinn. Einen Grund für das Festhalten an dieser Form sah Frede darin, dass Platon weiterhin den impliziten Anspruch auf Autorität ablehnte, den der Verfasser einer Abhandlung erhebt. Als weiteren Grund nannte er die Absicht Platons, dem Leser durch die Untersuchung des Wesens des Sophisten im Rahmen eines solchen Gesprächs auch Informationen über das Wesen des Philosophen zukommen zu lassen.

## Ausgaben und Übersetzungen
Ausgaben (teilweise mit Übersetzung)
- Gunther Eigler (Hrsg.): Platon: Werke in acht Bänden. Bd. 6, 4. Auflage, Wissenschaftliche Buchgesellschaft, Darmstadt 2005, ISBN 3-534-19095-5, S. 219–401 (Abdruck der kritischen Ausgabe von Auguste Diès, 3. Auflage, Paris 1955, mit der Übersetzung von Friedrich Schleiermacher, 2., verbesserte Auflage, Berlin 1824)
- Helmut Meinhardt (Hrsg.): Platon: Der Sophist. Reclam, Stuttgart 1990, ISBN 3-15-006339-6 (unkritische Edition mit Übersetzung und Kommentar)
- Donald B. Robinson, William S. M. Nicoll (Hrsg.): Sophistes. In: Elizabeth A. Duke u. a. (Hrsg.): Platonis opera, Bd. 1, Oxford University Press, Oxford 1995, ISBN 0-19-814569-1, S. 383–471 (maßgebliche kritische Edition)
- Reiner Wiehl (Hrsg.): Platon: Der Sophist. Meiner, Hamburg 1967 (Abdruck der kritischen Ausgabe von John Burnet, Oxford 1900, ohne den kritischen Apparat, mit der Übersetzung von Otto Apelt, 2., durchgesehene Auflage, Leipzig 1922, von Wiehl neu bearbeitet und mit Anmerkungen versehen)
- Ursula Wolf (Hrsg.): Platon: Sophistes. Suhrkamp, Frankfurt am Main 2007, ISBN 978-3-518-27004-2 (Abdruck der Ausgabe von Auguste Diès, 6. Auflage, Paris 1985, ohne den kritischen Apparat, mit der Übersetzung von Friedrich Schleiermacher, 2., verbesserte Auflage, Berlin 1824, bearbeitet, und einem ausführlichen Kommentar von Christian Iber)

Übersetzungen
- Otto Apelt: Platon: Sophistes. In: Otto Apelt (Hrsg.): Platon: Sämtliche Dialoge, Bd. 6, Meiner, Hamburg 2004, ISBN 3-7873-1156-4 (mit Einleitung und Erläuterungen; Nachdruck der 2., durchgesehenen Auflage, Leipzig 1922)
- Rudolf Rufener: Platon: Spätdialoge I (= Jubiläumsausgabe sämtlicher Werke, Bd. 5). Artemis, Zürich/München 1974, ISBN 3-7608-3640-2, S. 125–221 (mit Einleitung von Olof Gigon S. XXVI–XXXIV)
- Friedrich Schleiermacher: Der Sophist. In: Erich Loewenthal (Hrsg.): Platon: Sämtliche Werke in drei Bänden, Bd. 2, unveränderter Nachdruck der 8., durchgesehenen Auflage, Wissenschaftliche Buchgesellschaft, Darmstadt 2004, ISBN 3-534-17918-8, S. 663–740